# Панфиловцы
Панфи́ловцы — военнослужащие сформированной в городах Алма-Ате Казахской ССР и Фрунзе Киргизской ССР 316-й стрелковой дивизии (впоследствии 8-я гвардейская) под командованием генерал-майора И. В. Панфилова (до этого военный комиссар Киргизской ССР), участвовавшие в 1941 году в обороне Москвы.
Наибольшую известность из воинов дивизии получили 28 человек из взвода истребителей танков 4-й роты 2-го батальона 1075-го стрелкового полка во главе с политруком В. Г. Клочковым. Обстоятельства их подвига, включая легендарную фразу Клочкова «Велика Россия, а отступать некуда — позади Москва!», известны со слов журналиста А. Ю. Кривицкого; также с его слов стало известно, что 16 ноября, в начале нового наступления немцев на Москву, бойцы 4-й роты, обороняя опорный пункт в районе разъезда Дубосеково (в 7 км к юго-востоку от Волоколамска), в ходе 4-часового боя уничтожили 18 вражеских танков. С тех пор бой 28 бойцов-противотанкистов у разъезда Дубосеково стал известен как «подвиг героев-панфиловцев», «подвиг 28 героев-панфиловцев», «подвиг 28 панфиловцев».
Официальная версия подвига «28 панфиловцев» была изучена Главной военной прокуратурой СССР в 1948 году и признана литературным вымыслом журналиста газеты «Красная Звезда». По версии прокуратуры, в бою принимал участие весь полк, погибло более 100 человек. Расследование получило гриф «Совершенно секретно»
Список из 28 имён «панфиловцев», опубликованный Кривицким в начале 1942 года, до сих пор используется на стелах и других памятниках  некоторых республик бывшего СССР.

## Предпосылки
К концу октября 1941 года первый этап немецкой операции «Тайфун» (наступление на Москву) был завершён. Немецкие войска, разбив части трёх советских фронтов под Вязьмой, вышли на ближние подступы к столице. На следующем этапе операции «Тайфун» предусматривалось прорвать советскую оборону на флангах линии обороны столицы, выйти на оперативный простор севернее и южнее Москвы и затем замкнуть окружение восточнее Москвы. Немецкие войска, однако, нуждались в передышке для восстановления сил, пополнения и перегруппировки. К 2 ноября линия фронта на Волоколамском направлении, где оборонялась 16-я армия под командованием К. К. Рокоссовского, стабилизировалась. Советские войска укрепляли оборону, формировали резервы, а также вели активные поисковые действия передовых частей, мешая противнику выйти на рубеж атаки и определить очертания оборонительного рубежа. 316-я стрелковая дивизия занимала оборону на линии Поповкино — Ченцы — Петелино — разъезд Дубосеково — Ширяево, то есть около 18—20 километров по фронту, что для ослабленного в предыдущих боях соединения было очень много. На левом фланге соседом дивизии была ещё более растянутая 50-я кавалерийская дивизия, на правом — 126-я стрелковая дивизия.
Таким образом, 316-я стрелковая дивизия находилась на одном из участков фронта, где немецкое командование, как оказалось, планировало осуществить прорыв обороны. На левом крыле 16-й армии советские войска к 15 ноября после ожесточённых боёв ликвидировали Скирмановский плацдарм, опасно нависавший над тылами армии. Однако это истощило резервы, ослабив танковые бригады — наиболее доступное на тот момент средство отражения прорывов подвижных войск противника. Тем не менее, на 16 ноября командованием фронта было намечено новое наступление с ограниченными целями в полосе 16 армии. Задачей 316-й стрелковой дивизии было поддерживать наступление огнём и, после выхода ударной группировки к Волоколамску с севера, нанести удар с юга и овладеть городом совместно с 20-й горнокавалерийской дивизией и 58-й танковой дивизией. Согласно планам немецкого командования, части V армейского корпуса (в том числе 2-я танковая дивизия) 18 ноября должны были перейти в наступление в направлении Клина. Для начала масштабного наступления требовалось улучшение позиций, и с этой целью 16 ноября 2-я танковая дивизия нанесла удар с юга, имея цель прорвать оборону советских войск и занять выгодное положение для решительного броска к Клину. На своём левом фланге она должна была взаимодействовать с 35-й пехотной дивизией, а на правом — с 11-й танковой дивизией XLVI армейского моторизованного корпуса. 2-я танковая дивизия была одной из первых немецких танковых дивизий, соединением с богатым боевым опытом и при этом относительно свежим (она прибыла на Восточный фронт только осенью 1941 года). На 11 ноября в дивизии числились 31 PzKpfw II, 82 PzKpfw III, 13 PzKpfw IV и 6 командирских танков.

## Планы сторон

### Мнение Г. К. Жукова
Командующий Западным фронтом Георгий Жуков в своих мемуарах утверждает, что решения принимались в самых высоких инстанциях:

В начале ноября у меня состоялся не совсем приятный разговор по телефону с Верховным. 
— Как ведёт себя противник? — спросил И. В. Сталин. 
— Заканчивает сосредоточение своих ударных группировок и, видимо, в скором времени перейдёт в наступление. 
— Где вы ожидаете главный удар? 
— Из района Волоколамска. Танковая группа Гудериана, видимо, ударит в обход Тулы на Каширу. 
— Мы с Шапошниковым считаем, что нужно сорвать готовящиеся удары противника своими упреждающими контрударами. Один контрудар надо нанести в районе Волоколамска, другой — из района Серпухова во фланг 4-й армии немцев. Видимо, там собираются крупные силы, чтобы ударить на Москву. 
— Какими же силами, товарищ Верховный Главнокомандующий, мы будем наносить эти контрудары? Западный фронт свободных сил не имеет. У нас есть силы только для обороны. 
— В районе Волоколамска используйте правофланговые соединения армии Рокоссовского, танковую дивизию и кавкорпус Доватора. В районе Серпухова используйте кавкорпус Белова, танковую дивизию Гетмана и часть сил 49-й армии. 
— Считаю, что этого делать сейчас нельзя. Мы не можем бросать на контрудары, успех которых сомнителен, последние резервы фронта. Нам нечем будет тогда подкрепить оборону войск армий, когда противник перейдёт в наступление своими ударными группировками… 
…— Вопрос о контрударах считайте решённым. План сообщите сегодня вечером, — недовольно отрезал И. В. Сталин.
— Жуков Г. К. Воспоминания и размышления.
Контрудар на Волоколамск, таким образом, был предложен на самом высоком уровне — и возражения не принимались.

### Данные К. К. Рокоссовского
Выполнять задуманный «упреждающий контрудар в районе Волоколамска» пришлось войскам 16-й армии под командованием К. К. Рокоссовского. По его словам: Против 16-й армии немцы сосредоточили 5-й армейский, 46-й и 40-й моторизованные корпуса 4-й танковой группы. Севернее Волоколамска занимали исходное положение 106-я и 35-я пехотные дивизии. На участке западнее и юго-восточнее Волоколамска против левого фланга нашей армии развернулись четыре танковые дивизии — 2-я, 11-я, 5-я и 10-я — и моторизованная дивизия СС под названием «Рейх».
Также командующий 16-й армией утверждает, что «об этом неоднократно докладывалось в штаб фронта», но, по его мнению, «там, видимо, склонны были считать, что наши донесения преувеличивают силы противника». Тем не менее, пленные, взятые под Скирмановом, а также на других участках, по словам Рокоссовского, «подтверждали наши сведения».

Приходилось считаться с фактами и готовиться к худшему. Успокаивать себя и войска мы не имели права. Для усиления нашего левого крыла был привлечён корпус Доватора. При нужде можно было бы сманеврировать на угрожаемый участок. На левый фланг уступом назад мы подтянули 78-ю стрелковую дивизию.— Рокоссовский К. К. Солдатский долг.

### Воспоминания И. А. Плиева
И. А. Плиев в своих воспоминаниях «Кавалерия в боях за столицу» отмечает: «Вначале наша кавалерийская группа заняла оборону на широком фронте к северу от Волоколамска. Штаб армии информировал нас о появлении в полосе действия армии крупных танковых соединений врага. 16 ноября Л. М. Доватор получил телеграмму начальника штаба армии генерала М. С. Малинина: „С утра 17.11 ожидайте танковую атаку противника. Командарм приказал предупредить все части о готовности отражения“».
Далее: «До 15 ноября наша дивизия вела непрерывные бои на рубеже Морозово, Данилково, Сабенки, Сычи, не допуская прорыва войск противника к Волоколамскому шоссе с юга. Командующий Западным фронтом приказал 16-й армии в 10 часов утра 16 ноября нанести удар во фланг и тыл волоколамской группировки противника. На подготовку отводилась всего одна ночь. Удар предполагалось нанести силами одной стрелковой, одной танковой, четырёх кавалерийских дивизий и одного курсантского полка. Нашей кавалерийской группе была поставлена задача во взаимодействии с 316-й стрелковой дивизией овладеть рядом населённых пунктов и в дальнейшем выйти на дорогу Волоколамск — Осташево. Но рано утром 4-я танковая группа противника неожиданно нанесла удары по центру и левому флангу армии, развивая наступление в направлениях Теряевой Слободы, Клина, Новопетровского, Истры».

## События 15 ноября 1941 г
А. В. Исаев отмечает, что, «строго говоря», именно 15 ноября «началась вторая фаза немецкого наступления на Москву …, когда 3-я танковая группа перешла в наступление южнее Калинина». Образовался разрыв между 30-й и 16-й армиями:

С утра 15 ноября противник перешёл в наступление по всему фронту 30-й армии. В итоге боёв 15 ноября и в ночь на 16 ноября правофланговые части армии были изолированы севернее Московского моря и оттеснены к Волге. Левый фланг 30-й армии был отброшен назад, и между ним и правым флангом 16-й армии образовался разрыв в 16—18 км … На фронте 16-й армии 15 ноября противник начал наступление силами левого крыла V армейского корпуса, 106-я пехотная дивизия которого обеспечила стык с 4-й танковой группой. Соединения корпуса также произвели разведку боем на фронте кавалерийской группы Доватора.
— Исаев А. В. Круг пятый. Последний дюйм

### Задачи 2-й танковой дивизии вермахта
В Журнале боевых действий (ЖБД) 2 тд ставится общая задача: «За два дня до дня Х (Х-2) дивизия должна провести частное наступление для очистки высот восточнее Волоколамска и занятия исходных районов для наступления дня Х». Далее следуют задачи для трёх боевых групп (БГ):
В соответствии с этим боевая группа 1 (командир стрелковой бригады полковник Родт (Rodt)) получает задачу в день Х-2 овладеть высотами у Рождественно, Лысцева, Голубцова, Авдотина.
Боевая группа 2 (командир мотоциклетного батальона К.2) атакует перед фронтом боевой группы 3 (командир стрелкового полка S.R.304) и преодолевает неприятельскую оборону.
Боевая группа 3 следует за боевой группой 2 и зачищает местность до расположения боевой группы 1.
15.11 задачи для 2 тд были уточнены: «Задача 16.11: в 6.30 перейти в наступление с линии Соснино-Корсиковка для захвата высот в районе Рождественно-Лысцево. […] Поддержка наступления правым соседом запрошена, но пока ещё не гарантирована».

#### Взаимодействие 2-й танковой дивизии с соседями
Из записи в ЖБД 2 тд за 15 ноября 1941 года: «По радио начальник штаба даёт день Х — 18.11, начальник оперативного отдела (Iа) — время Y — 06.15. 5-я танковая дивизия утром занимает Шитьково, боевая группа 1 получает приказ занять Васильевское… 14.00 5-я танковая дивизия будет запрошена провести одновременно наступление левым флангом до дороги на Истру». Соседом 2 тд справа для совместных действий на 16.11. остаётся 5 тд вермахта, а слева — 35 пехотная (пд) дивизия; относительно 11 тд пока не упоминается.
Однако командование 46 корпуса уже приняло относительно 5-й тд иное решение: «На следующий день запланирован правый разворот дивизии и занятие исходных позиций для предстоящего наступления на рубеже Ивойлово — Щелканово». Указанные населённые пункты находились на 10 км восточнее позиций 316 сд. Разрыв между 2-й и 5-й дивизиями должна была закрыть 11-я тд. Согласно дивизионному приказу по 11-й тд от 20.00 15.11.1941: «2) 11-я танковая дивизия 16 и 17.11 закрывает разрыв фронта между 5-й и 2-й танковыми дивизиями, прикрывая их фланги, и отсюда занимает совместно с соседями сначала местность до шоссе Ново-Петровское — Волоколамск». Однако дивизия запаздывала с выходом на рубеж. Согласно тому же приказу, передовое подразделение (мотоциклетный батальон с сапёрами) 16.11 только «проводит разведку и изучение дорог по всей дивизионной полосе. Важно установить соединение с соседями и определить места перехода через Ламу». Река Лама протекала южнее позиций 316 сд и разделяла населённые пункты Шитьково (занятое 15 ноября 5-й тд) и Морозово.
Возникла сложная ситуация: «Уже в условиях начавшегося немецкого наступления в ночь на 16 ноября 16-я армия произвела перегруппировку войск и с 10.00 перешла в наступление. Одновременно тем же утром противник начал наступление на стыке 316-й стрелковой дивизии и кавалерийской группы Доватора».

### Левый фланг 316-й стрелковой дивизии — 1075-й стрелковый полк
Из стенограммы беседы с Ветковым Андреем Акимовичем :

«… Во время боя в Дубосеково я был помощником начальника штаба полка. По условиям службы я обязан был находиться в войсках.
16 ноября наш полк стоял так: один батальон занимал высоту 251,0, рубеж от деревни Петелино, на самом левом фланге был сначала пулемётный взвод, который потом усилили, дав до полувзвода пехоты. Левее нас около трёх километров не было никого, до следующей части. Этому значения не придавали, поскольку там было заболоченное место, лес, и это было как боевое охранение.
Мы с командиром 15 ноября были там в окопах, проверяли всю оборону до боя. Вечером, когда оттуда уезжали, там было 28 человек, командиром был Клочков. Он возглавлял всю эту группу… Когда мы с командиром полка уезжали, он стал проводить беседу. Мы перед этим слушали лекцию о втором фронте. Он начал проводить беседу о втором фронте. Комиссара полка Мухамедярова вызвали в один из полевых госпиталей…»— Научный архив ИРИ РАН (далее НА ИРИ РАН).  Ф. 2. Раздел I. Оп. 28. Д. 35. Л. 2 об–3.
Документы также дополняют картину происходившего на левом фланге 1075 сп. в районе д. Ширяево, где был стык с соседней 50-й кавалерийской дивизией. Согласно оперативной сводке дивизии на 24:00 15 ноября, противник, действующий 60 танками, сначала выбил 43-й кав. полк 50-й кав. дивизии из Морозово, а затем, уже меньшим по численности отрядом, атаковал позиции 1075-го полка: «В 14:00 противник, действующий 6 танками, сильным миномётным артиллерийским огнём занял Ширяево. В 17:00 5-й ротой, группой автоматчиков и истребительным отрядом противник был выбит из Ширяево. Потери: убито 6, в том числе командир взвода ПТР, ранено 8». В 19:20 бойцы 43-го кп снова заняли и Морозово.
Таким образом, положение было восстановлено; дополнительно советское командование отреагировало на появление крупных сил противника на своём левом фланге, перебросив 1-й батальон 1073-го полка из деревни Рождествено. Согласно рапорту командира батальона старшего лейтенанта Момыш-Улы: «15.11.41 г. в 20:00 по приказанию генерал-майора ПАНФИЛОВА занял оборону, имея три ротных опорных пункта ст. МАТРЕНИНО (1 стр. рота), отметка 231,5 (2 стр. рота) и ГОРЮНЫ (3 стр. рота)». Таким образом, батальон занял позицию уступом за левым флангом 1075-го полка, оседлав железную дорогу и Волоколамское шоссе.
1075-й полк, как и остальные части дивизии, 15 ноября получил приказ о наступлении на Волоколамск. Полк с приданными частями должен был огнём всех видов поддерживать атаку кавалерийской группы Доватора, а после того, как атакующие части 126-й сд и 58-й тд достигнут рубежа Горки, Ивановское (то есть охватят город с севера) — атаковать противника и совместно с 20-й кд взять Волоколамск с юга. Приказ не требовал от 1075-го полка каких-либо немедленных перегруппировок. Что касается поддержки группы Доватора, то наступление этой группы не могло начаться в соответствии с планом. Рубежи, указанные в качестве исходного положения для перехода в наступление (Васильевское и Соснино), уже были заняты немцами. Для того, чтобы хотя бы выйти на рубеж атаки, намеченный в армейском приказе, кавгруппе Доватора и 1-й гвардейской танковой бригаде необходимо было столкнуться с частями двух-трёх немецких танковых дивизий.

## Реконструкция боя 16 ноября 1941 г

Прорыв немецких войск на Волоколамском направлении 16-21 ноября 1941 года. Красными стрелками отмечено продвижение 1-й боевой группы сквозь боевые порядки 1075-го стрелкового полка на участке Нелидово-Дубосеково-Ширяево, синими — второй. Пунктиром обозначены линии фронта на вечер 15, 16 и 17 ноября (розовым, фиолетовым и синим, соответственно).

16 ноября немецкие войска вновь перешли в наступление, планируя разгромить советские части, окружить Москву и победоносно закончить кампанию 1941 года.

### Боевые группы 2-й танковой дивизии
16 ноября дивизия была атакована силами 2-й танковой дивизии немцев с задачей улучшить позиции для наступления 5 армейского корпуса, намеченного на 18 ноября.

#### Состав боевых групп
По дивизионному приказу № 29 по 2 тд с 0.00 14.11.41 г. производится следующее перераспределение сил в три боевые группы:
a) Боевая группа 1 под руководством командира 2.Schtz.Brigade: штаб 2.Schtz.Brigade, Schtz.Rgt.2 (2-й стрелковый полк), II./Pz.Rgt.3 (танковый батальон), II./A.R.74 (артиллерийский дивизион), 2./Pz.Jag.Abt.38 (противотанковая рота);
b) Боевая группа 2 под руководством командира Kradschtz.Btl.2. : Kradschtz.Btl.2 (мотоциклетный батальон) без 1./Pz.A.A.5 (1-й разведроты), одна рота тяжёлых и одна рота лёгких танков Pz.Rgt.3, одна батарея A.R.74;
с) Боевая группа 3 под руководством командира 2.Schtz.Rgt.304: Schtz.Rgt.304, I./Pz.Rgt.3 (без двух рот), III./A.R.74 (артиллерийский дивизион), Bb.74 (дивизион арт.наблюдения), Nbl.Abt.74 (дивизион залповых/химических миномётов);

#### Действия боевых групп

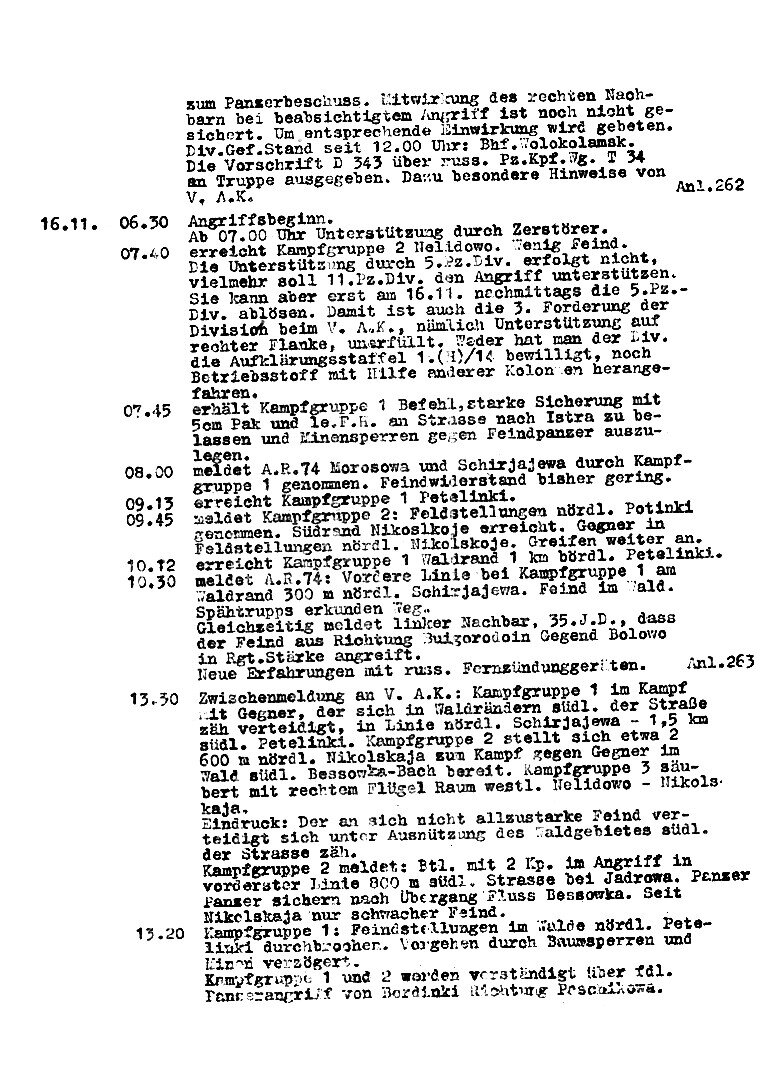
Страница журнала боевых действий (ЖБД) 2-й тд вермахта (начало дня) от 16.11.41 г.

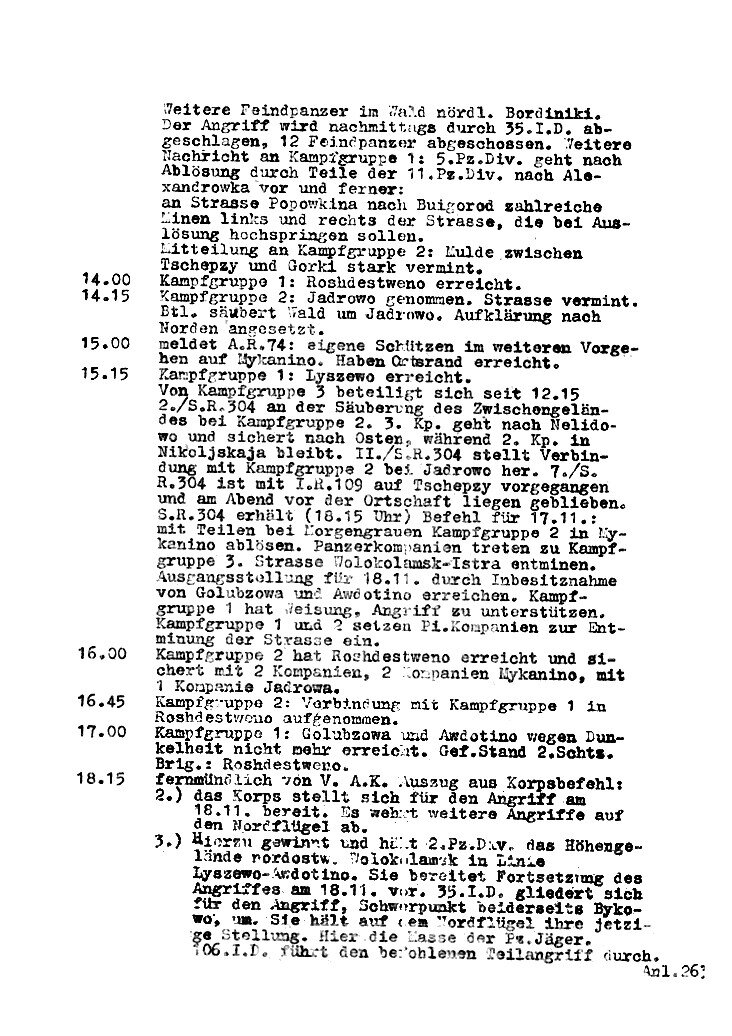
Страница журнала боевых действий (ЖБД) 2-й танковой дивизии вермахта (середина дня) от 16.11.41 г.

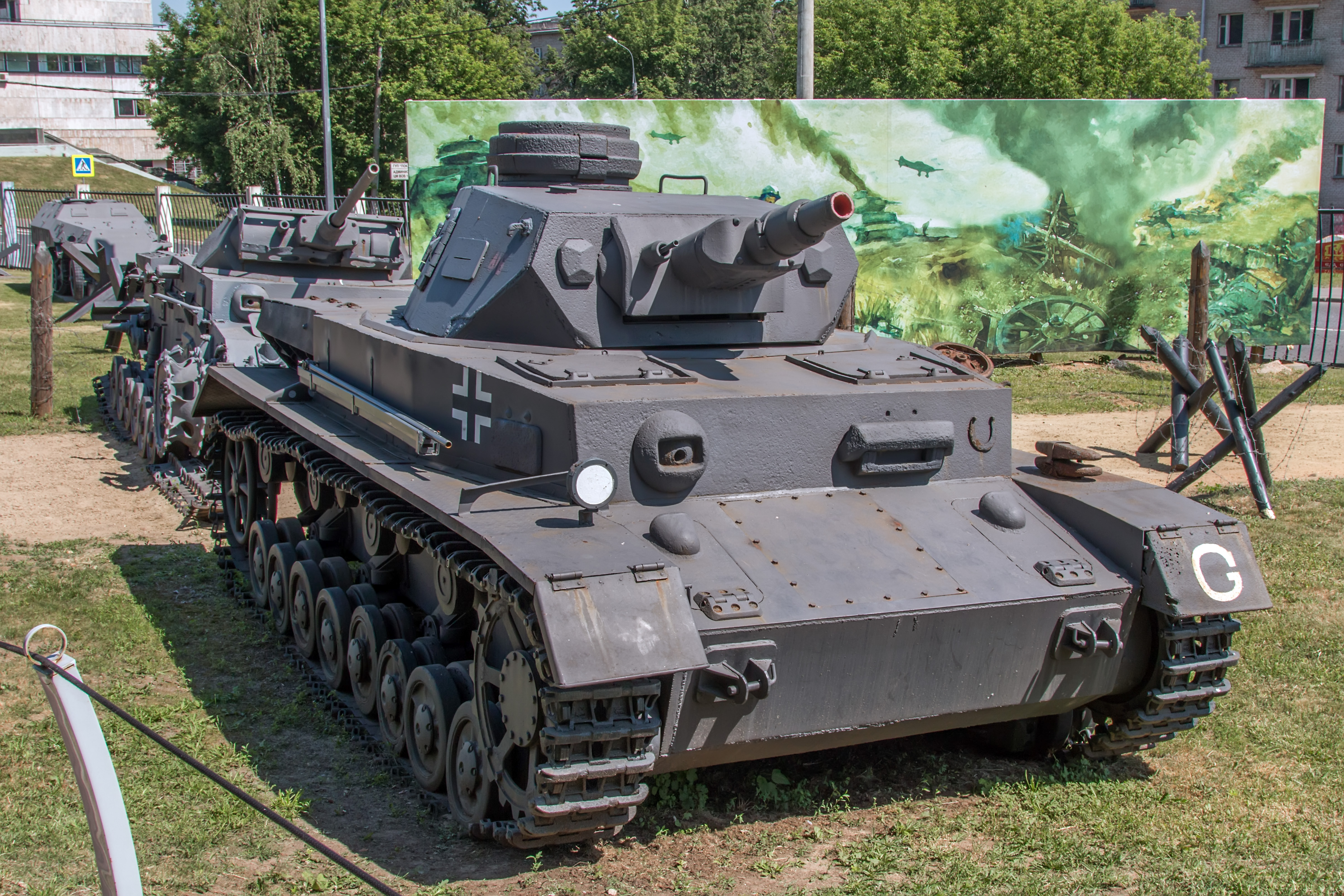
Наступающие подразделения 3-го танкового полка (II./Pz.Rgt.3)
имели на вооружении танк PzKpfw IV.

Согласно приказу № 30 от 14.11.1941, время 20.00:
2) 2-я танковая дивизия в составе V армейского корпуса в Х-день Y-время наступает от линии Лысцево-Авдотино, поддерживая частью сил прорыв 35-й пехотной дивизии через позиции восточнее и северо-восточнее Быково и захват ею Поповкино и Буйгорода…
3) Для проведения частного наступления в день Х-2:
a) Боевой группе 1 в Y-время выступить из своего сектора охранения и занять высоты в районе Рождествено-Лысцево-Голубцово-Авдотино.
b) Боевой группе 2 в Y-время выступить из своего сектора охранения и атаковать противника перед фронтом боевой группы 3 в направлении Никольское-Нелидово, преодолеть вражеские позиции перед боевой группой 3 и зачистить местность совместно с боевой группой 3 от окружённых неприятельских групп.
c) Боевой группе 3 перейти в наступление, как только наступление боевых групп 1 и 2 даст результат, зачистить местность перед своими прежними позициями совместно с боевой группой 2 до расположения боевой группы 1.
d) Артиллерийской группе Фабиунке (Fabiunke) поддерживать наступление всех трёх боевых групп, особенно боевых групп 2 и 3. К боевой группе 2 придать передовое артиллерийское командование III-го дивизиона А.R.74.
Первый удар наносился двумя боевыми группами по позициям 1075-го стрелкового полка. На левый фланг, где занимал позиции 2-й батальон, наступала более сильная 1-я боевая группа в составе танкового батальона с артиллерийскими и пехотными частями. Задачей дня было занять деревни Рождествено и Лысцево в 8 км к северу от разъезда Дубосеково.
Следует заметить, что А. Статиев не точно называет конечные цели, опуская населённые пункты Голубцово-Авдотино, которые есть в задаче для Боевой группы 1' на 16.11.41 г.
Существует несколько попыток реконструкции хода боёв. Статиев отмечает, что «вторая БГ легко прорвала центр 1075 сп возле деревни Нелидово в течение часа после начала атаки.» И что «Более сильная 1 БГ быстро продвигалась вдоль железной дороги, но встретила „яростное сопротивление противника“ к северу от станции Дубосеково и к северу от деревни Ширяево — позиций, занятых 2-м батальоном 1075 сп».

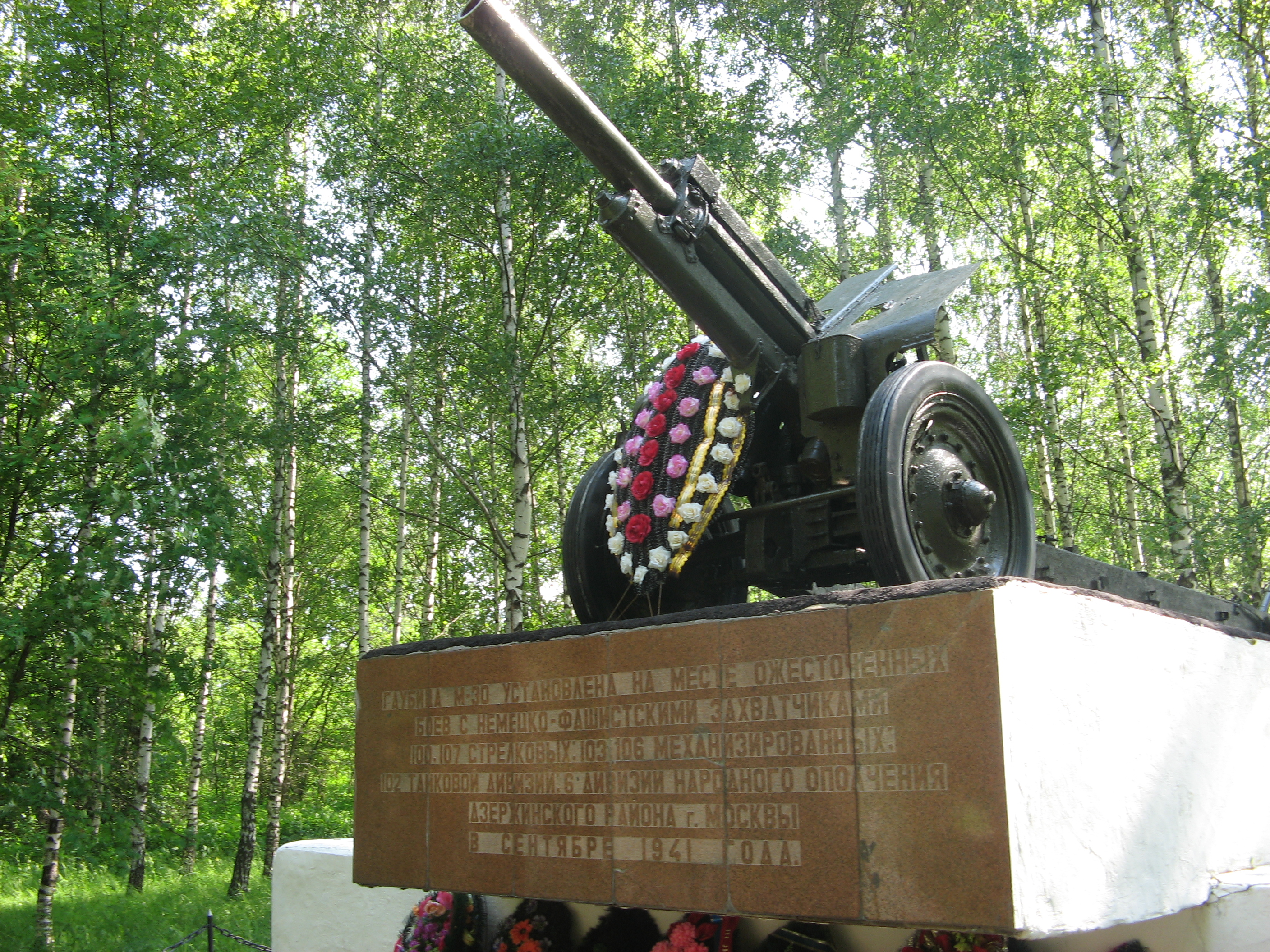
122-мм гаубицы М-30 были самым мощным оружием обороняющихся красноармейцев

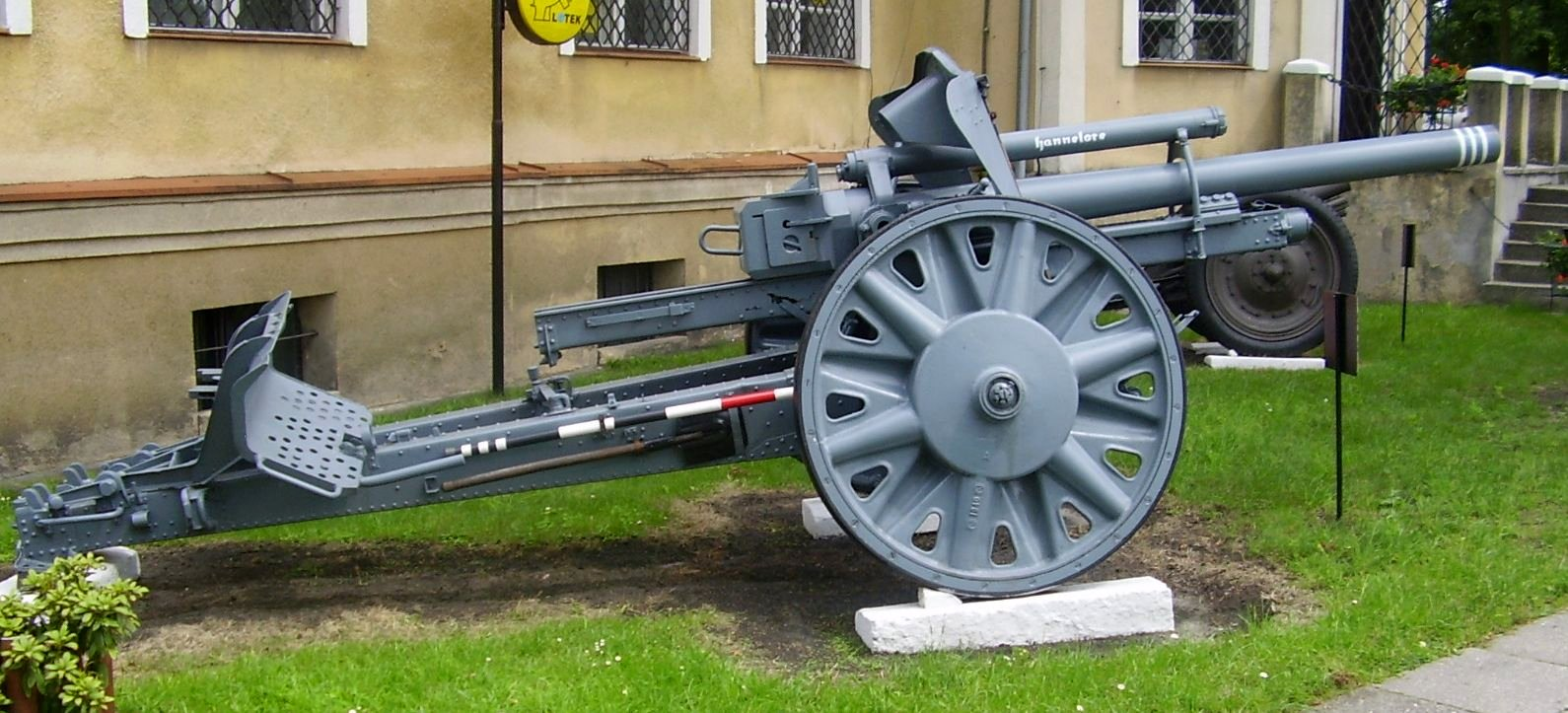
Артдивизион II./A.R. 74, поддерживающий наступающие части Вермахта, имел на вооружении лёгкие гаубицы 10,5 cm leFH 18

1075-й стрелковый полк в предыдущих боях понёс значительные потери в личном составе и технике, однако перед новыми боями был существенно пополнен личным составом. Согласно показаниям командира полка полковника И. В. Капрова, в 4-й роте было 120—140 человек (по штату дивизии 04/600 в роте должно быть 162 человека). Окончательно не ясен вопрос с артиллерийским вооружением полка. По штату полк должен был иметь батарею из четырёх 76-миллиметровых полковых пушек и противотанковую батарею из шести 45-миллиметровых пушек. Есть сведения, что реально полк имел две 76-мм полковые пушки образца 1927 года, несколько 76-мм горных пушек образца 1909 года и 75-мм французских дивизионных пушек Mle.1897. Противотанковые возможности этих орудий были невысоки — полковые пушки пробивали всего 31 мм брони с 500 м, к горным пушкам вообще не полагалось бронебойных снарядов. Устаревшие французские пушки имели слабую баллистику, о наличии к ним бронебойных снарядов ничего не известно. В то же время известно, что в целом 316-я стрелковая дивизия на 16 ноября имела двенадцать 45-мм противотанковых пушек, двадцать шесть 76-мм дивизионных пушек, семнадцать 122-мм гаубиц и пять 122-мм корпусных пушек, которые могли быть использованы в бою с немецкими танками. Своя артиллерия была и у соседа — 50-й кавалерийской дивизии.
Пехотные противотанковые средства полка были представлены 11 противотанковыми ружьями ПТРД (из них во 2-м батальоне — 4 ружья), гранатами РПГ-40 и бутылками с зажигательной смесью. Реальные боевые возможности этих средств были невысоки: противотанковые ружья отличались невысокой бронепробиваемостью, особенно при использовании патронов с пулями Б-32, и могли поражать немецкие танки только с близкой дистанции исключительно в борт и корму под углом, близким к 90 градусам, что в ситуации лобовой танковой атаки было маловероятным. К тому же бой под Дубосеково стал первым случаем применения противотанковых ружей этого типа, производство которых только начинало разворачиваться. Противотанковые гранаты были ещё более слабым средством — они пробивали до 15—20 мм брони при условии непосредственного прилегания к броневому листу, поэтому их рекомендовалось забрасывать на крышу танка, что в бою было очень непростой и крайне опасной задачей. Для увеличения поражающей способности этих гранат бойцы обычно связывали их вместе по несколько штук. Статистика показывает, что доля танков, уничтоженных противотанковыми гранатами, крайне невелика.

### Данные РККА
Утром 16 ноября немецкие танкисты прогревали моторы перед наступлением — «Оперсводка № 68 к 8.00 16.11.41 г: Штаполк 1075 будка 2 км вост. выс.251,0»:
2. В 7.00 пр-к открыл миномётный огонь из района Жданово по Б.Никольское, Нелидово, Петелино.
3. В Шитьково шум моторов, движение пехоты. То же в Васильевское. По видимому пр-к готовится перейти в наступление".
Согласно боевому донесению № 22 штаба 316 сд к 11.00 16.11.41 г. «противник 8.00 16.11 на левом фланге 316 сд повёл наступление Ширяево, Петелино; к 10.00 овладел Нелидово, Петелино». Затем «в 11.00 овладел Бол. Никольское» и «в 11.30 противник оставил 5 танков в Бол. Никольское и роту пехоты, ведёт наступление в р-не выс. 251,0» .

#### Из воспоминаний участников боёв
Помощник начальника штаба 1075 сп Ветков А. А. дополняет свой рассказ об отряде истребителей танков 2-го сб:

«…В это время завязался бой за деревню Петелино. Об этом маленьком подразделении забыли, и только когда увидели, что главное наступление немцы ведут не на Петелино, где стоял целый батальон, а левее, тогда было направлено человек пятьдесят. Больше мы не могли послать в тот момент… Когда подошли к ним на помощь человек пятьдесят, то там бой уже закончился, и немцы заняли первые окопы. Наша часть начала атаку. Немецкая рота, которая там была, была выбита оттуда, но потом мы получили приказ оставить этот рубеж, отойти на следующий».— Из стенограммы беседы с Ветковым А. А.
По свидетельствам командира полка полковника И. В. Капрова, «всего на участке батальона шло 10—12 танков противника. Сколько танков шло на участок 4-й роты, я не знаю, вернее — не могу определить… В бою полк уничтожил 5—6 немецких танков, и немцы отошли». Затем противник подтянул резервы и с новой силой обрушился на позиции полка. Через 40—50 минут боя советская оборона была прорвана, и полк, по сути, был разгромлен. Капров лично собирал уцелевших бойцов и отводил их на новые позиции. По оценке командира полка И. В. Капрова, «в бою больше всех пострадала 4-я рота Гундиловича. Уцелело всего 20—25 чел. во главе с ротным из 140 чел. Остальные роты пострадали меньше. В 4-й стрелковой роте погибло больше 100 человек. Рота дралась героически». Таким образом, остановить противника у разъезда Дубосеково не удалось, позиции полка были смяты противником, а его остатки отошли на новый оборонительный рубеж. По данным советских политработников, в боях 16—17 ноября 1075-й полк подбил и уничтожил 9 танков противника. Согласно донесению штаба дивизии № 25 от 19.11.1941, в боях 16—18 ноября полк уничтожил 4 танка и до 1200 человек пехоты противника.

## Итоги боёв
В боях 16—18 ноября части 316-й стрелковой дивизии понесли тяжелейшие потери, в трёх стрелковых полках осталось по 120—200 человек, и лишь в 1077 стрелковом полку — 700 человек. Однако благодаря их упорному сопротивлению планы немцев были сорваны, 2-я танковая дивизия 18 ноября оставалась в 25 километрах от намеченной на этот день цели. Согласно планам немецкого командования, на пятый день от начала наступления (то есть 20 ноября) дивизия должна была брать Клин, но этого не произошло, город был взят ударом 7 тд соседней 3-й танковой группы только к вечеру 23 ноября.
Генерал армии И. А. Плиев отмечает:

Шесть дней наша кавгруппа во взаимодействии с танкистами генерала М. Е. Катукова и стрелковыми частями вела крайне напряжённые бои. Усилиями всей 16-й армии планомерное наступление нескольких танковых и пехотных дивизий противника, рвавшихся к Москве вдоль Волоколамского шоссе, было задержано. Ценой огромных потерь гитлеровцам удалось продвинуться на 15—25 километров.
— статья И. А. Плиева «Кавалерия в боях за столицу» в сборнике «Провал гитлеровского наступления на Москву»
По мнению Исаева А. В.:

За пять дней наступления (16—20 ноября) немецкие танковые и пехотные дивизии продвинулись к востоку от Волоколамска на 15—25 км. Такой темп продвижения, от 3 до 5 км в сутки, является довольно низким даже для пехоты. Выйти на оперативный простор подвижным соединениям немцев в первые дни своего ноябрьского наступления не удалось. Фактически главной задачей армий Западного фронта было продержаться до готовности трёх формируемых армий — 1-й ударной, 20-й и 10-й. — Исаев А. В. Круг пятый. Последний дюйм // Котлы 41-го. История ВОВ, которую мы не знали.
Несмотря на тяжёлые потери и вынужденные отступления, 8-я гвардейская дивизия не обратилась в бегство и продолжала сражаться. У деревни Крюково бойцы дивизии совместно с другими советскими частями остановили немцев, а затем перешли в контрнаступление.

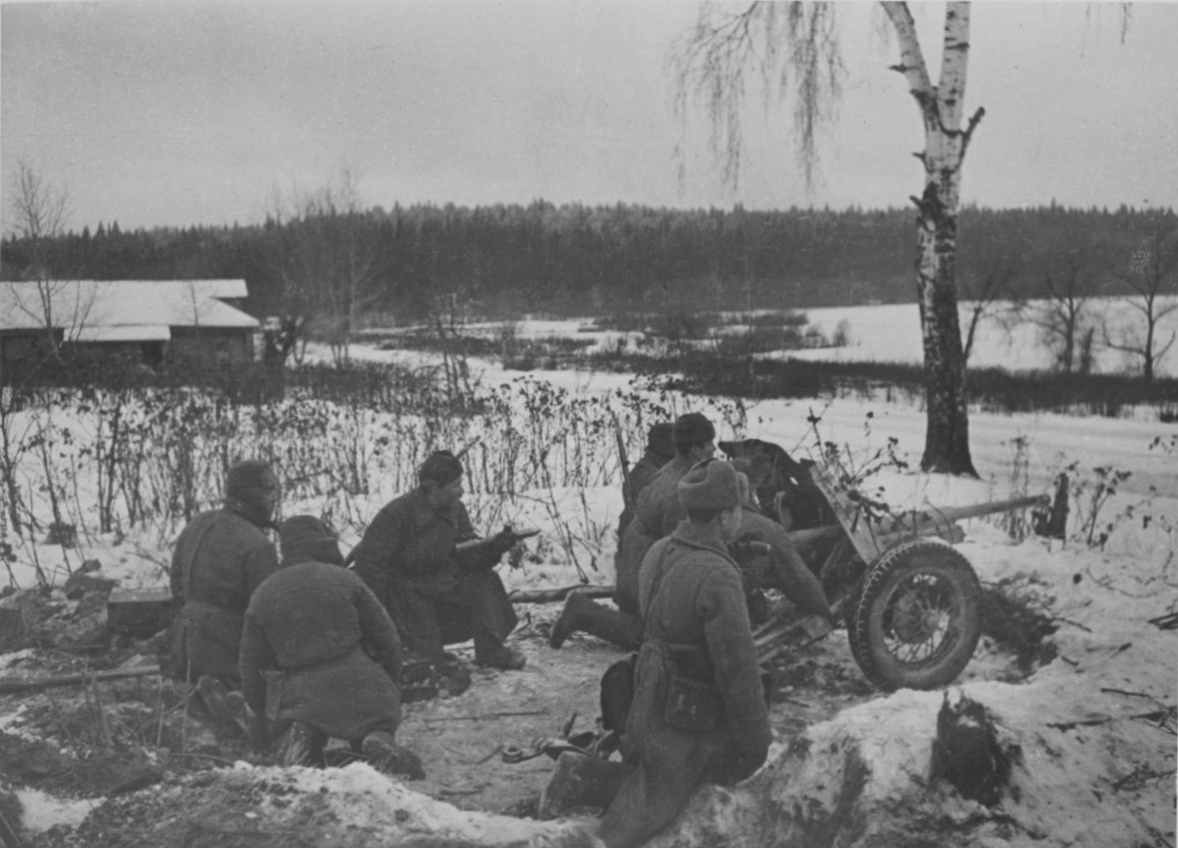
Расчёт 45-мм противотанковой пушки 53-К на окраине деревни под Москвой, ноябрь—декабрь 1941 года
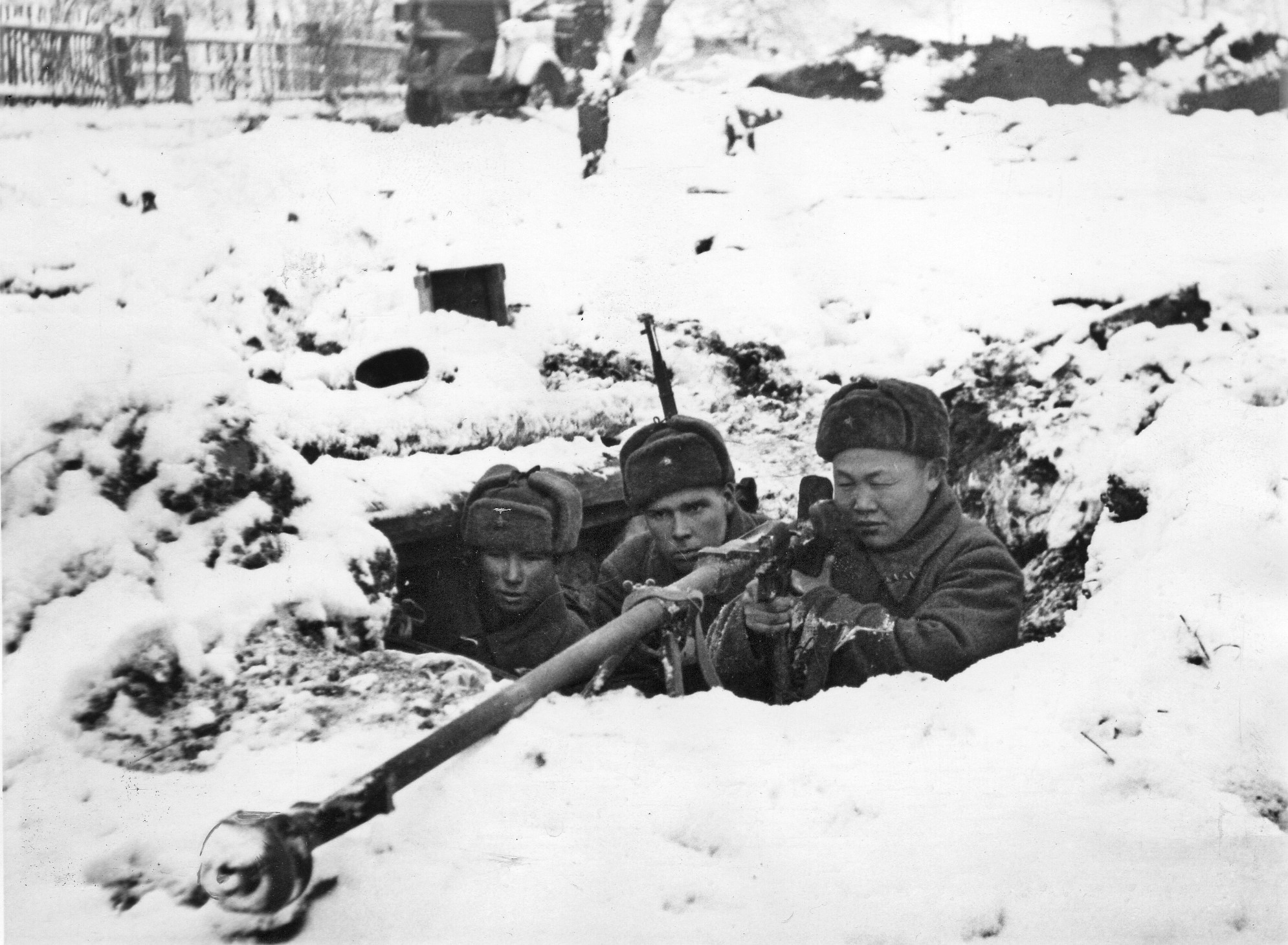
Расчёт противотанкового ружья ПТРД на позиции во время битвы за Москву. Московская область, зима 1941—1942 года
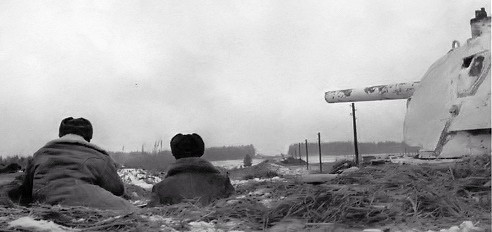
Т-34 на дальних подступах к столице в районе Волоколамского шоссе, Западный фронт. Ноябрь 1941 года
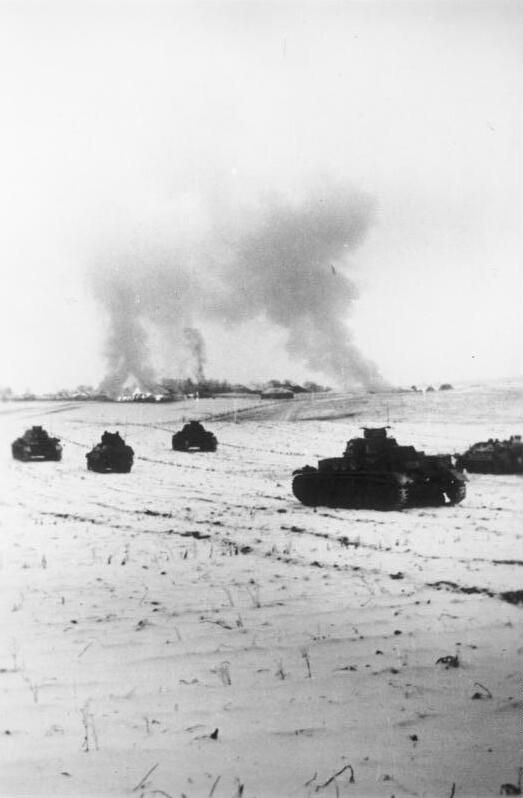
Немецкие танки атакуют советские позиции в районе Истры, 25 ноября 1941 года
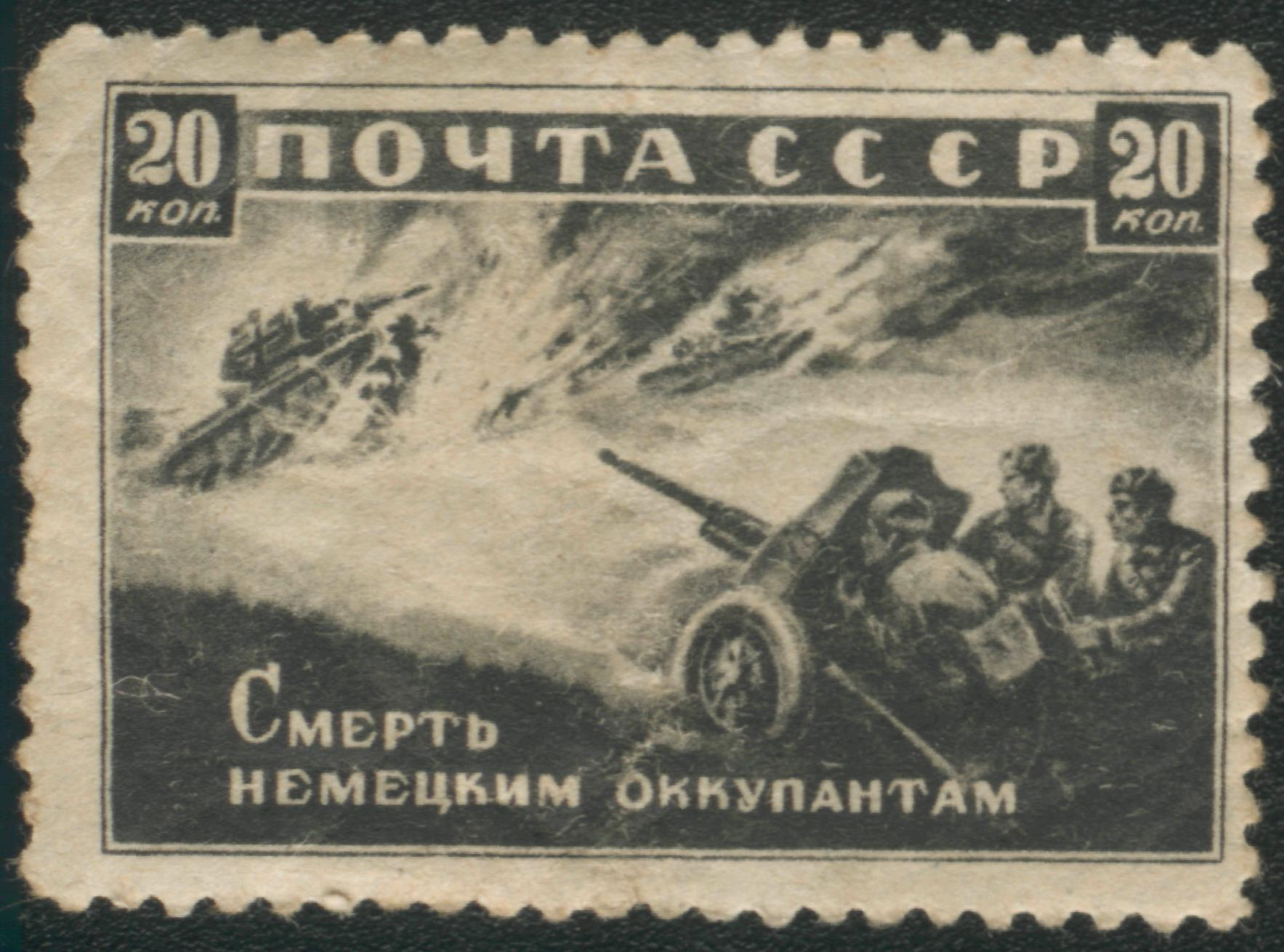
Эпизод боя с поражением танка пушкой «сорокопяткой» (53-К) на марке 1942 года
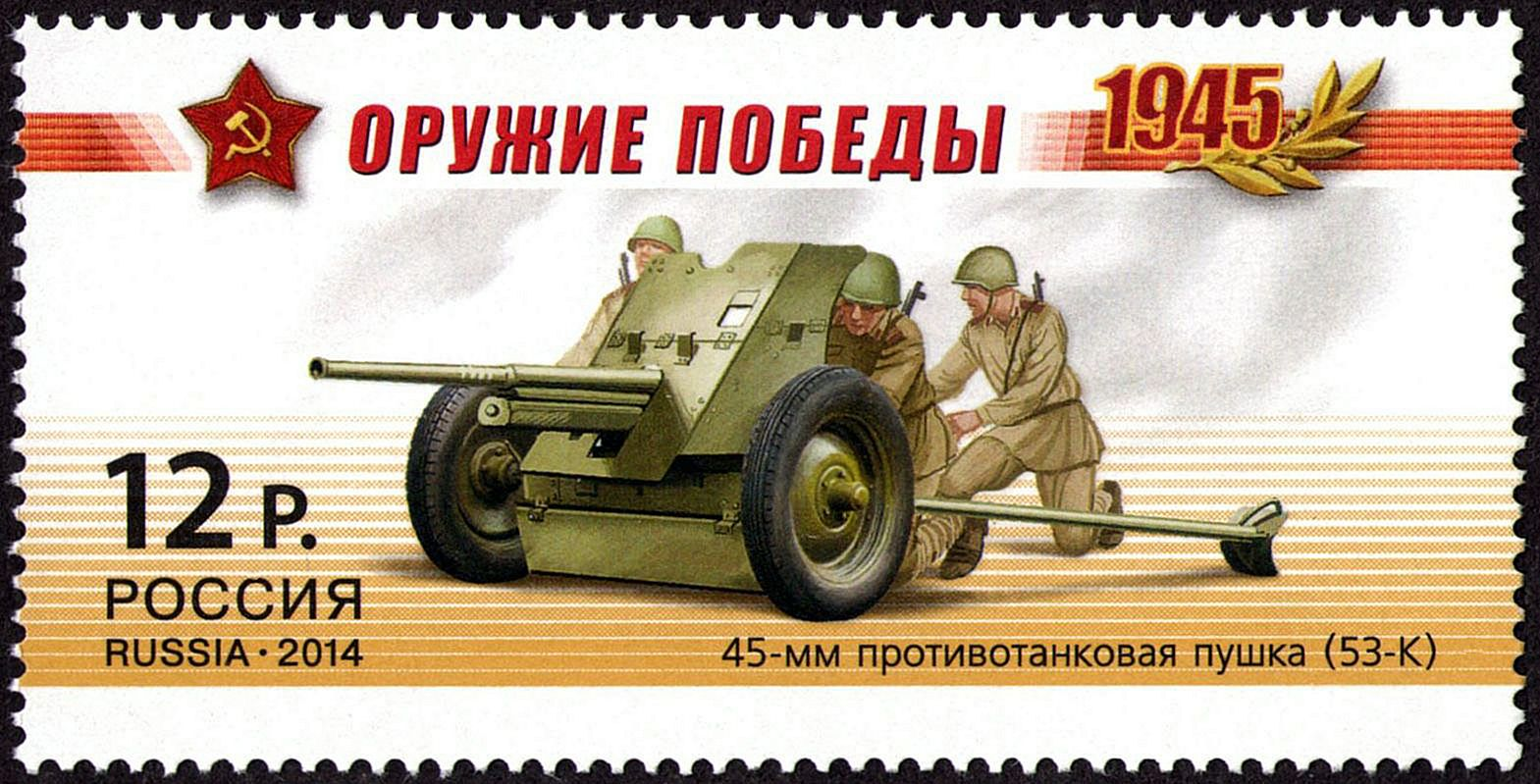
Противотанковая «пушка-сорокопятка» (53-К) на юбилейной марке 2014 года

## Боевые действия других частей 316 сд
Классические «28 панфиловцев» даже по воспоминаниям комиссара П. В. Логвиненко скорее являются героями советского мифологического эпоса. Массовый героизм проявляли все соединения 1075 полка и всей дивизии. Известны следующие солдаты и офицеры, проявившие личное мужество и героизм в боях с превосходящими немецкими частями 16—18 ноября 1941 года:
- 16 ноября 15 бойцов во главе с политруком 6-й роты 1075-го стрелкового полка П. Б. Вихревым у деревни Петелино уничтожили 5 танков противника. Все бойцы погибли, политрук, чтобы не попасть в плен, застрелился[источник не указан 1377 дней].
- 17 ноября 120 бойцов 1-й стрелковой роты лейтенанта Е. Е. Филимонова[31] под командованием старшего лейтенанта Бауыржана Момыш-улы в районе станции Матрёнино отразили атаку немецкого батальона пехоты при поддержке 2 танков. Затем панфиловцы оставили Матрёнино, а после того как немцы заняли посёлок, перешли в контратаку и выбили противника, уничтожив около 300 человек[источник не указан 1377 дней].
- 17 ноября массовый героизм проявили 80 стрелков 2-й стрелковой роты под командованием лейтенанта С. И. Краёва[32] и политрука Ахтана Хасанова, которые были окружены в районе отметки 231,5 силами противника до 400 человек пехоты при поддержке 8 танков; без противотанковых средств советские бойцы перешли в контратаку и прорвали кольцо окружения, при этом уничтожили по советским данным 200 солдат и офицеров, подбили 3 танка, захватили 3 станковых пулемёта и одну легковую машину[источник не указан 1377 дней].
- 16 ноября группа из 20 стрелков во главе с младшим лейтенантом М. Исламкуловым[33] и лейтенантом Огуреевым[34] отразили атаку батальона немецких автоматчиков в районе деревни Ядрово, прорвавшихся через линию обороны 1075-го полка и вышедших в тыл 2-го батальона соседнего 1073-го стрелкового полка.
- 17 ноября 17 бойцов 1073-го стрелкового полка под командованием лейтенанта В. Г. Угрюмова[35] и младшего политрука А. Н. Георгиева[36] встречали с гранатами группу немецких танков в районе деревни Мыканино. Из 17 человек уцелело только двое; потери противника, по советским данным, составили 8 танков подбитыми[37].
- 18 ноября 11 сапёров из 1077-го стрелкового полка во главе с младшим лейтенантом П. И. Фирстовым и младшим политруком А. М. Павловым в районе села Строково несколько часов сдерживали атаки батальона немецкой пехоты при поддержке танков, обеспечивая отход полка[38][39]. В июле 1942 года все сапёры были посмертно представлены к званию Героя Советского Союза, но были награждены орденом Ленина.
- Массовый героизм проявили 90 стрелков под командованием лейтенанта Танкова в районе деревни Горюны[источник не указан 1377 дней].

## Первые публикации и документы
Авторы коллективной монографии ИРИ РАН отмечают, что:

… первые журналистские статьи о героических действиях Панфиловской дивизии под Москвой 16 ноября 1941 г. в целом соответствовали реальным событиям и не содержали явных преувеличений. Они были написаны не журналистами Коротеевым, Чернышёвым и Кривицким, как утверждали расследовавшие это дело в 1948 г. следователи военной прокуратуры. Первым был корреспондент газеты «Известия» Г. Иванов. В своей корреспонденции из действующей армии под названием «8-я Гвардейская дивизия в боях» (написана 18 ноября — спустя всего два дня после знаменитого боя у Дубосеково, опубликована в номере от 19 ноября 1941 г.) Иванов сообщал о жестоком бое одной из рот воинской части командира Капрова.
— На материалах Комиссии по истории Великой Отечественной войны АН СССР, 1941—1945 гг.: коллективная монография

### Статья в «Известиях» и политдонесение от 17 ноября 1941
Также авторы сопоставляют «Политдонесение начальника политотдела 316 сд батальонного комиссара Галушко начальнику политотдела 16 А полковому комиссару Масленову 17.11.41 г.» со статьёй Г. Иванова в газете «Известия» 18.11.41 г. В частности, в этом политдонесении говорится:

15.11.41 г. вечером был получен боевой приказ о наступлении частей 316 СД. Все работники политотдела выехали в части, для мобилизации всего личного состава на выполнение боевого приказа. … 16.11.41 года утром в 8.00 противник раньше нас начал наступление на левом фланге нашей обороны в районе 1075 СП. Несмотря на исключительное мужество и героизм, который был проявлен личным составом 1075 СП, всё же задержать наступление пр-ка в этом районе не удалось, противник занял Нелидово, Н. Никольское, вышел на Московское шоссе, занял Ядрово и Рождествено.
Противник наступал в количестве 50—60 танков тяжёлых и средних и довольно большое количество пехоты и автоматчиков. 1075 СП в борьбе против такого количества танков имел 2 взвода П. Т. Р. и одну противотанковую пушку. … 1075 СП понёс большие потери, 2 роты потеряны полностью, данные о потерях уточняются… 1075 СП дрался до последней возможности, командование полка оставило командный пункт только тогда, когда в расположении командного пункта появились танки пр-ка… По неуточнённым данным в районе 1075 СП подбито не меньше 9 танков пр-ка.

Отмечается, что «Совпадают данные о 60 танках противника, 9 из которых были подбиты, и характеристика боя („наши противотанковые подразделения открыли интенсивный огонь“, „во взаимодействии с артиллерией начала действовать наша стрелковая рота“, „подпустив фашистов на близкое расстояние, красноармейцы забросали их гранатами“)».

### Спецсообщение особого отдела НКВД Западного фронта
Спецсообщение особого отдела НКВД Западного фронта «О прорыве противником обороны на участке 16-й армии» от 22 ноября 1941 г. приводит причины прорыва фронта на участке 16 армии: «Участок Волоколамск — Ново-Петровское, против которого немцы сосредотачивали основные силы до 11 ноября, протяжением 25 км был прикрыт недостаточно. Для усиления прикрытия этого участка 11.XI.41 г. командованием 16 армии были выставлены стрелковый батальон, стрелковый полк 316 сд и группа генерал-майора Доватора. Противотанковая оборона была организована вдоль дорог, без учёта мест возможного обходного продвижения танков противника в связи с подмерзанием просёлочных дорог».

### О стойкости двух стрелковых рот
Далее говорится о тяжёлом бое двух стрелковых рот:

«Начав наступление 16. XI. 41 г., немцы бросили против частей 316 сд и группы Доватора одну пехотную дивизию, 5, 11 и части 2 тд. Наступая по лесам и просёлочным дорогам, немцы обошли противотанковую оборону и окружили отдельные части 316 сд. Несмотря на тяжёлое положение, части дивизии вели упорные бои с противником. Две стрелковые роты 1075 сп при атаке на них танков противника не дрогнули и не отошли с занимаемых рубежей. В неравном бою личный состав рот полностью погиб».— ЦА ФСБ РФ, ф. 14, оп. 4, д. 24, л. 233—235.
Отдельной строкой выделено:

«Оставшийся в живых политрук одной из рот, не желая сдаваться в плен врагу, покончил с собой».
Позднее установят подробности подвига П. Б. Вихрева, политрука 6-й стрелковой роты 2-го сб 1075-го сп: «16 ноября 6 ср. вела тяжёлый бой у д. Петелино. Немцы постоянно атаковали… Вскоре Вихреву пришлось вести смертельный бой уже в одиночку. Он отстреливался до тех пор, пока были патроны. Окружённый со всех сторон врагами, последнюю пулю, чтобы не оказаться в плену, приберёг для себя …»

## Публикации в «Красной звезде» 27 и 28 ноября 1941 и 22 января 1942
В «Справке-докладе „О 28 панфиловцах“» утверждается, что о подвиге героев впервые сообщила газета «Красная звезда» 27 ноября 1941 года в очерке фронтового корреспондента В. И. Коротеева. В статье об участниках боя говорилось, что «погибли все до одного, но врага не пропустили»; командиром отряда, по словам Коротеева, был «комиссар Диев».
По другим сведениям, первая публикация о подвиге появилась 19 ноября 1941 года, спустя всего два дня после событий у разъезда Дубосеково. Корреспондент «Известий» Г. Иванов в своей статье «8-я Гвардейская дивизия в боях» описывает бой в окружении одной из рот, оборонявшейся на левом фланге 1075-го стрелкового полка И. В. Капрова: подбито 9 танков, сожжено — 3, остальные повернули обратно.
28 ноября в «Красной звезде» была напечатана передовая статья литсекретаря А. Ю. Кривицкого «Завещание 28 павших героев», где указывалось, что с танками противника сражались 28 панфиловцев:

Свыше пятидесяти вражеских танков двинулись на рубежи, занимаемые двадцатью девятью советскими гвардейцами из дивизии им. Панфилова… Смалодушничал только один из двадцати девяти… только один поднял руки вверх… несколько гвардейцев одновременно, не сговариваясь, без команды, выстрелили в труса и предателя…

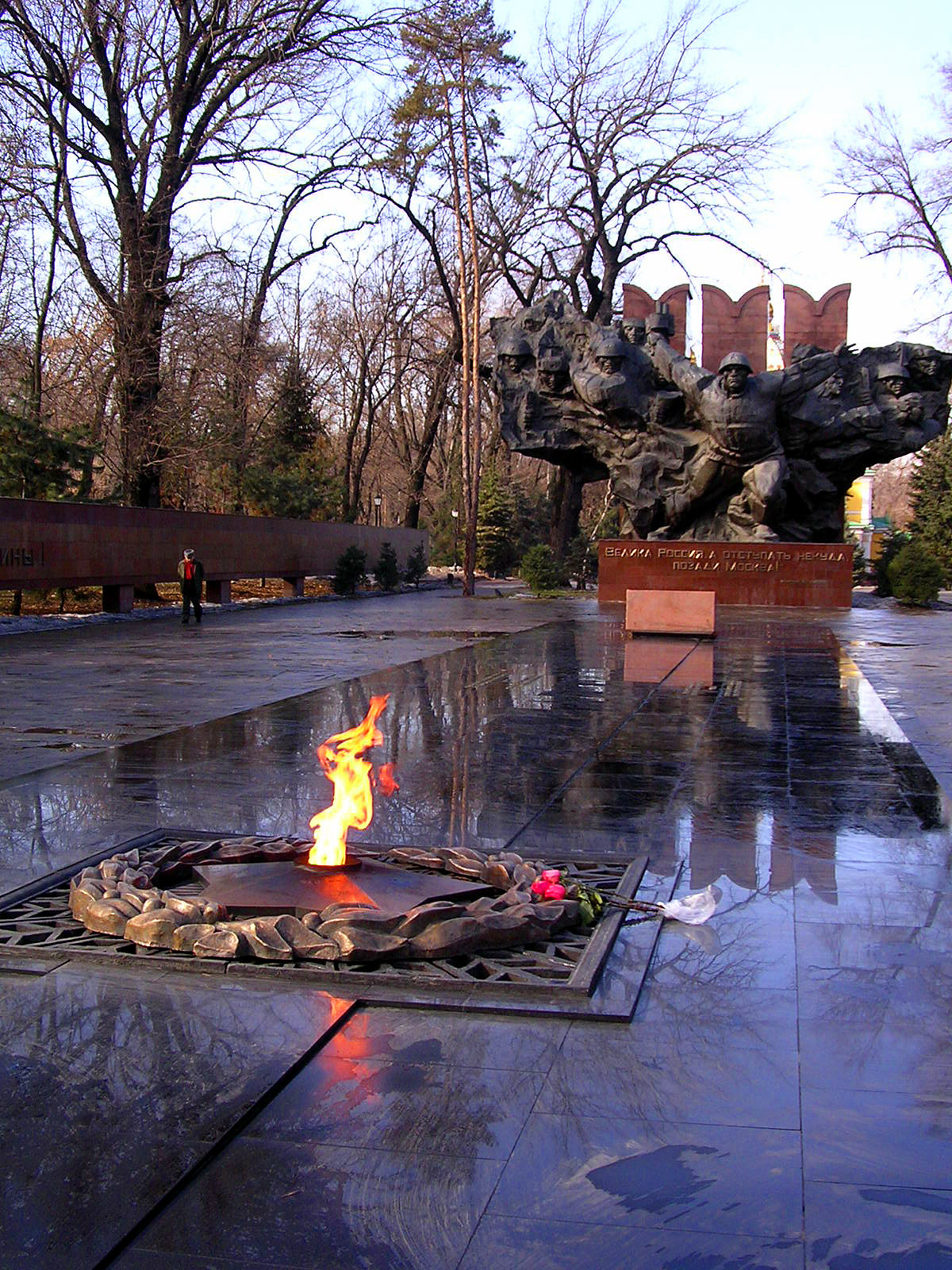
Мемориал «Вечный огонь» в парке имени 28 гвардейцев-панфиловцев в Алматы

Далее в передовице говорилось, что оставшиеся 28 гвардейцев уничтожили 18 танков противника и «сложили свои головы — все двадцать восемь. Погибли, но не пропустили врага». Передовая статья была написана литературным секретарём «Красной звезды» А. Ю. Кривицким. Фамилий сражавшихся и погибших гвардейцев как в первой, так и во второй статье указано не было.

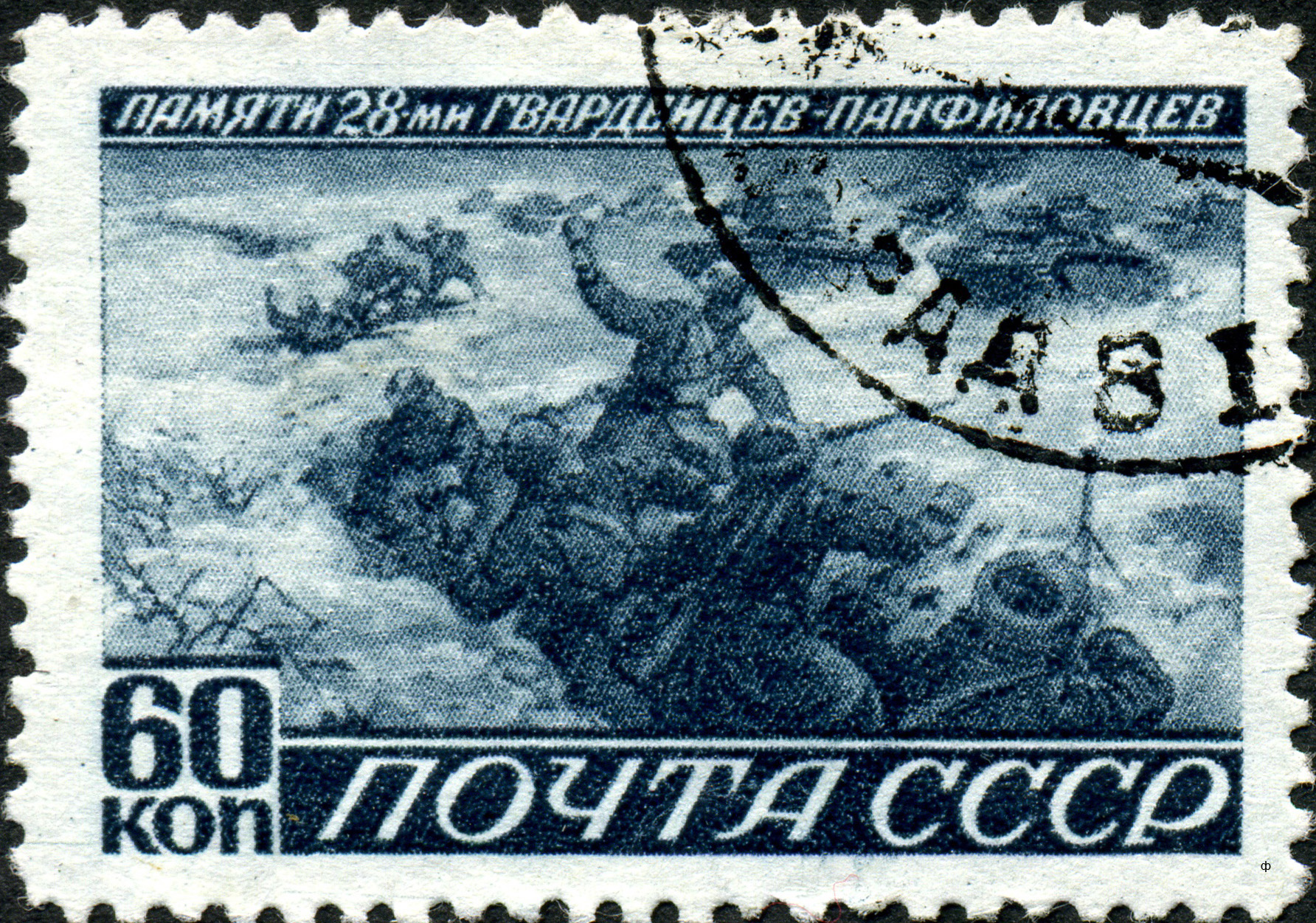
Почтовая марка СССР, 1943

Указ Президиума Верховного Совета СССР от 21 июля 1942 года «О присвоении звания Героя Советского Союза начальствующему и рядовому составу Красной Армии» опубликованный в газете «Красная звезда» № 170 (5234) от 22 июля 1942 года

### Публикация фамилий в статье «О 28 павших героях» 22 января 1942 года
22 января 1942 года в газете «Красная звезда» Кривицкий поместил очерк под заголовком «О 28 павших героях», в котором подробно написал о подвиге панфиловцев. Только в этом очерке Кривицкий впервые опубликовал их фамилии:

Пусть армия и страна узнает наконец их гордые имена. В окопе были:
Клочков Василий Георгиевич, Добробабин Иван Евстафьевич,
Шепетков Иван Алексеевич, Крючков Абрам Иванович, Митин Гавриил Степанович, Касаев Аликбай,
Петренко Григорий Алексеевич,
Есибулатов Нарсутбай,
Калейников Дмитрий Митрофанович,
Натаров Иван Моисеевич, Шемякин Григорий Михайлович,
Дутов Пётр Данилович,
Митченко Никита,
Шопоков Дуйшенкул,
Конкин Григорий Ефимович,
Шадрин Иван Демидович, Москаленко Николай, Емцов Пётр Кузьмич,
Кужебергенов Даниил Александрович,
Тимофеев Дмитрий Фомич,
Трофимов Николай Игнатьевич,
Бондаренко Яков Александрович,
Васильев Ларион Романович,
Белашев Николай Никонорович,
Безродный Григорий, Сенгирбаев Мусабек,
Максимов Николай, Ананьев Николай…

В апреле 1942 года, после того как во всех воинских частях стало известно из газет о подвиге 28 гвардейцев из дивизии Панфилова, по инициативе командования Западного фронта было возбуждено ходатайство перед Наркомом обороны о присвоении им звания Героя Советского Союза. Указом Президиума Верховного Совета СССР от 21 июля 1942 года всем 28 гвардейцам, перечисленным в очерке Кривицкого, было присвоено посмертно звание Героя Советского Союза.
Государственные российские средства массовой информации долгое время озвучивали эту версию, не упоминая о критике.

## Рассекреченные материалы проверок НКВД и СМЕРШа
В 2018 году на брифинге Российского военно-исторического общества были представлены рассекреченные документы из Центрального архива ФСБ, которые относятся к событиям «подвига 28 панфиловцев»: от начальных материалов проверки, которая началась в мае 1942 года органами НКВД до дальнейших материалов военной контрразведки «Смерш», куда было передано дело, и до последних документов датированных 1944 годом. Были также представлены рассекреченные «Материалы о неправильном оформлении наградных материалов в 8-й Гвардейской стрелковой дивизии по 28 героям-панфиловцам», датируемые маем—декабрём 1942 года и протоколы допросов ряда командиров 1075 сп. в ходе проверок.

### Из показаний военного комиссара Мухамедьярова
Был задан вопрос: «где, когда с танками вели бой 28 гвардейцев-панфиловцев и кто конкретно руководил этим боем?» В ответе военком Мухамедьяров А. Л. пояснил, что «…противник, сосредоточив свои основные силы на своём правом фланге, решил нанести удар по левому флангу нашей обороны, то есть по расположению 4-й стрелковой роты в районе разъезда Дубосеково, Ширяево и Петелино». Отметим, что оборону данного укреплённого пункта вёл 2-й взвод истребителей танков и это было наиболее танкоопасное направление: «…На второй взвод 4-й стрелковой роты в районе разъезда Дубосеково был направлен первый удар противника. Взвод сперва отбил атаку автоматчиков противника…»
Далее Мухамедьяров А. Л. говорит о первой волне танков: «После неудачной атаки автоматчиков противник в этом направлении пустил против обороны полка несколько десятков танков… Политрук 4-й стрелковой роты тов. Клочков, узнав создавшееся опасное положение в районе второго взвода роты, направляется туда…»
И свидетельство о второй танковой атаке: «В этом направлении против второго взвода двумя эшелонами шли до 50 танков противника. Неравный бой длился 4—5 часов, герои, подпустив танки на близкое расстояние, ручными гранатами и бутылками с горючим подбили и уничтожили 18 танков противника и после того, когда все бойцы этого взвода, 28 гвардейцев-панфиловцев во главе с политруком т. Клочковым были убиты и задавлены танками, противнику удалось прервать линию обороны полка и продвигаться вперёд».
Заявление военкома Мухамедьярова А. Л.:

«Со всей ответственностью заявляю, что действительно факт беспримерного проявления массового героизма со стороны 28 гвардейцев-панфиловцев во главе с политруком роты Клочковым Василием Георгиевичем на разъезде Дубосеково 16 ноября 1941 года имел место в 1075-м гвардейском стрелковом полку…»— Из статьи Российской Газеты «Будут жить 28. Новое о подвиге героев-панфиловцев»

### Показания начальника штаба Веткова
Начальник штаба 1075-го гвард. стр. полка Ветков А. А. на допросе НКВД показал , что «…очень большую роль во всей подготовке материалов и допущенных извращений играла та слишком большая спешка, которую проявили и те, которые оформляли материалы, и те, которые проверяли и продвигали эти материалы». Далее следует заявление Веткова А. А.:

 «Одно несомненно, что бы ни вкралось в дело, массовый героизм, проявленный в бою с немецко-фашистскими танками в бою под Дубосеково 16 ноября 1941 года — неопровержимый факт, и ничто не должно стереть светлой памяти 28 героев-панфиловцев...»— Из статьи РГ — «05.07.42 г. Допросил нач. ОО НКВД 8-й гв. сд. капитан г/б (подпись)»

### Данные ЦАМО, ОО НКВД
О героизме солдат и офицеров при обороне Москвы свидетельствуют и данные из архивных документов Центрального архива Министерства обороны РФ (ЦАМО), которые передал РВИО Пермяков И. А., отметивший: «Численность Панфиловской дивизии на момент формирования 11 347 человек. К ноябрю 1941 года после двухнедельных жестоких боёв под Волоколамском общие потери 316 стрелковой дивизии составили 50 %. К 16 ноября в 1075-м стрелковом полку состояло 1534 человека; в 1073-м полку — 1666 человек; в 1077-м полку — 2078 человек». Вывод начальника ЦАМО: «Таким образом можно полагать, что вся дивизия составляла порядка 6000—7000 человек. Вывод только один: наши соотечественники сражались насмерть, выполняя боевые задачи. Об этом говорят архивные документы, которые были сформированы именно в этот период».
Представитель РВИО отмечает, что «о реальном накале боёв, в ходе которых готовились статьи и оформлялись наградные документы, о стойкости бойцов Панфиловской дивизии хорошо говорит вот эта коротенькая справка из дела»:

«Из личного состава 4-й роты 1075-го гвардейского стрелкового полка, действовавшей в боях у разъезда Дубосеково на 06.07.42 г., проходит службу в полку в должности пом. нач. штаба бывший старшина 4-й роты Дживаго Филипп Трофимович. Других лиц из состава 4-й стрелковой роты, действовавшей в р-не разъезда Дубосеково, на 06.07.42 г. в полку нет».
— Приведено по тексту статьи РГ
Таким образом, документально подтверждено число бойцов в 1075 сп на день 16.11.41 г. — 1534 человека, сведённых в два батальона. Также два батальона и в соседнем 1073 сп, третьего просто не было.

## Критика официальной версии
Критики официальной версии, как правило, приводят следующие аргументы и предположения:
- О бое с данными подробностями ничего не сообщает ни командир 2-го батальона (в котором состояла 4-я рота) майор Е. М. Решетников, ни командир 1075-го полка полковник Капров, ни командир 316-й дивизии генерал-майор Панфилов, ни командующий 16-й армией генерал-лейтенант Рокоссовский. Ничего не сообщают о нём и немецкие источники[51] (в то время как потеря в одном бою 18 танков в конце 1941 года была бы для немцев заметным событием[52]).
- Неясно, каким образом Коротеев и Кривицкий узнали большое количество подробностей данного боя. Информация о том, что сведения были получены в госпитале от смертельно раненого участника боя Натарова, сомнительна, поскольку, согласно документам[53], Натаров погиб за два дня до боя, 14 ноября.
- К 16 ноября численность личного состава 4-й роты была полной, то есть в ней не могло быть всего 28 солдат. По свидетельству командира 1075-го стрелкового полка И. В. Капрова, в роте было около 140 человек[25].

В ноябре 1947 года военной прокуратурой Харьковского гарнизона был арестован участник боя И. Е. Добробабин, которого осудили за работу полицейским на оккупированной территории; также было установлено, что «кроме Добробабина остались в живых Васильев И. Р., Шемякин Г. М., Шадрин И. Д. и Кожубергенов Д. А., которые также числятся в списке 28 панфиловцев, погибших в бою с немецкими танками». Как отмечается в «Справке-докладе „О 28 панфиловцах“», это вызвало «необходимость проверки и самих обстоятельств боя 28 гвардейцев из дивизии имени Панфилова, происходившего 16 ноября 1941 года у разъезда Дубосеково».
Обстоятельства боя были изучены Главной военной прокуратурой СССР и подвиг признан вымыслом журналиста газеты «Красная Звезда» Александра Кривицкого. Бой в районе разъезда Дубосеково — это эпизод обороны 1075-го полка в ходе боёв 16 ноября. По мнению директора Государственного Архива РФ профессора Сергея Мироненко, «не было 28 героев-панфиловцев — это один из мифов, которые насаждало государство».
Открытая публикация Государственным архивом Российской Федерации справки-доклада главного военного прокурора Н. Афанасьева «О 28 панфиловцах» вызвала большой общественный резонанс, хотя она и до этой публикации не являлась засекреченной. При этом С. Мироненко не оспаривается то, что панфиловская дивизия сыграла выдающуюся роль в обороне Москвы, и большинство панфиловцев сложило головы на её подступах, подвиг которых он называет бессмертным.

### Материалы расследования Военной прокуратуры
В ноябре 1947 года Военной прокуратурой Харьковского гарнизона был арестован и привлечён к уголовной ответственности за измену Родине И. Е. Добробабин. Согласно материалам дела, будучи на фронте, Добробабин добровольно сдался в плен немцам и весной 1942 года поступил к ним на службу. Служил начальником полиции временно оккупированного немцами села Перекоп Валковского района Харьковской области. В марте 1943 года при освобождении этого района от немцев Добробабин как изменник был арестован советскими органами, но из-под стражи бежал, вновь перешёл к немцам и опять устроился на работу в немецкой полиции, продолжая активную предательскую деятельность, аресты советских граждан и непосредственное осуществление принудительной отправки рабочей силы в Германию.
При аресте у Добробабина была найдена книга о 28 героях-панфиловцах, и оказалось, что он числится одним из главных участников этого героического боя, за что ему и присвоено звание Героя Советского Союза. Допросом Добробабина было установлено, что в районе Дубосекова он действительно был легко ранен и пленён немцами, но никаких подвигов не совершал, и всё, что написано о нём в книге о героях-панфиловцах, не соответствует действительности. В связи с этим Главная военная прокуратура СССР провела обстоятельное расследование истории боя у разъезда Дубосеково. Результаты были доложены Главным военным прокурором Вооружённых Сил страны генерал-лейтенантом юстиции Н. П. Афанасьевым Генеральному прокурору СССР Г. Н. Сафонову 10 мая 1948 года. На основании этого доклада 11 июня была составлена справка за подписью Сафонова, адресованная А. А. Жданову.
Впервые публично в достоверности истории о панфиловцах усомнился Э. В. Кардин, опубликовавший в журнале «Новый мир» (февраль 1966) статью «Легенды и факты». После этого, однако, он удостоился персональной отповеди от Леонида Брежнева, который назвал отрицание официальной версии «клеветой на героическую историю нашей партии и нашего народа».
В конце 1980-х годов последовал ряд новых публикаций. Важным аргументом стала публикация рассекреченных материалов расследования военной прокуратуры 1948 года. В 1997 году в журнале «Новый мир» за авторством Николая Петрова и Ольги Эдельман была опубликована статья «Новое о советских героях», в которой утверждалось (в том числе на основании приведённого в статье текста совершенно секретной справки «О 28 панфиловцах»), что 10 мая 1948 года официальная версия подвига была изучена Главной военной прокуратурой СССР и признана литературным вымыслом.
В частности, в этих материалах содержатся показания бывшего командира 1075-го стрелкового полка И. В. Капрова:

…Никакого боя 28 панфиловцев с немецкими танками у разъезда Дубосеково 16 ноября 1941 года не было — это сплошной вымысел. В этот день у разъезда Дубосеково в составе 2-го батальона с немецкими танками дралась 4-я рота, и действительно дралась геройски. Из роты погибло свыше 100 человек, а не 28, как об этом писали в газетах. Никто из корреспондентов ко мне не обращался в этот период; никому никогда не говорил о бое 28 панфиловцев, да и не мог говорить, так как такого боя не было. Никакого политдонесения по этому поводу я не писал. Я не знаю, на основании каких материалов писали в газетах, в частности в «Красной звезде», о бое 28 гвардейцев из дивизии им. Панфилова. В конце декабря 1941 года, когда дивизия была отведена на формирование, ко мне в полк приехал корреспондент «Красной звезды» Кривицкий вместе с представителями политотдела дивизии Глушко и Егоровым. Тут я впервые услыхал о 28 гвардейцах-панфиловцах. В разговоре со мной Кривицкий заявил, что нужно, чтобы было 28 гвардейцев-панфиловцев, которые вели бой с немецкими танками. Я ему заявил, что с немецкими танками дрался весь полк и в особенности 4-я рота 2-го батальона, но о бое 28 гвардейцев мне ничего не известно… Фамилии Кривицкому по памяти давал капитан Гундилович, который вёл с ним разговоры на эту тему, никаких документов о бое 28 панфиловцев в полку не было и не могло быть. Меня о фамилиях никто не спрашивал. Впоследствии, после длительных уточнений фамилий, только в апреле 1942 года из штаба дивизии прислали уже готовые наградные листы и общий список 28 гвардейцев ко мне в полк для подписи. Я подписал эти листы на присвоение 28 гвардейцам звания Героя Советского Союза. Кто был инициатором составления списка и наградных листов на 28 гвардейцев — я не знаю.

## Поддержка официальной версии
Согласно точке зрения доктора исторических наук Владимира Мединского, занимавшего на тот момент[когда?]

 должность министра культуры Российской Федерации, сомневающиеся в подвиге панфиловцев являются «кончеными мразями», а сама история, даже если бы она «...была выдумана от начала и до конца, даже если бы не было Панфилова, даже если бы не было ничего — это святая легенда, к которой просто нельзя прикасаться», отметив, что по меркам исторических легенд история с панфиловцами является абсолютно правдивой, сравнил её с подвигом 300 спартанцев и заявил, что вся разница между легендой и реальными событиями заключается в том, что согласно легенде все 28 бойцов погибли, а на самом деле из них 6 человек остались живы, и точное число людей, участвовавших в тот момент в подвиге, достоверно неизвестно: «Такова легенда. Было их 28, 30, 38, даже может быть 48 из этих 130? Мы не знаем. И никто не знает, и никто никогда не узнает. И это не имеет смысла узнавать», — пояснил Мединский.
В защиту официальной версии выступил маршал Советского Союза Д. Т. Язов, опиравшийся, в частности, на исследование академика РАН Г. А. Куманёва «Подвиг и подлог».
В сентябре 2011 года газета «Советская Россия» опубликовала материал «Бесстыдно осмеянный подвиг», включавший письмо маршала c критикой Мироненко. Это же письмо с небольшими сокращениями опубликовала и «Комсомольская правда»:

 … Оказалось, что не все «двадцать восемь» оказались погибшими. <…> Непростой была судьба Д. А. Кужебергенова и И. Е. Добробабина, также оставшихся в живых, но по разным причинам исключённых из списка Героев и до настоящего времени не восстановленных в этом качестве, хотя их участие в бою у разъезда Дубосеково в принципе не вызывает сомнений, что убедительно доказал в своём исследовании доктор исторических наук Г. А. Куманёв, лично встречавшийся с ними. <…> К слову сказать, судьба именно этих «воскресших из мёртвых» героев-панфиловцев послужила поводом для написания в мае 1948 года письма Главного военного прокурора генерал-лейтенанта юстиции Н. П. Афанасьева секретарю ЦК ВКП(б) А. А. Жданову… Однако Андрей Александрович Жданов … сразу определил, что все материалы «расследования дела 28 панфиловцев», изложенные в письме Главного военного прокурора, подготовлены слишком топорно, выводы, что называется, «шиты белыми нитками». <…> В результате дальнейшего хода «делу» дано не было, и оно было отправлено в архив…
Д. Т. Язов и Г. А. Куманёв ссылаются на корреспондента «Красной звезды» А. Ю. Кривицкого, который (позднее, в 1970-е годы) вспоминал о ходе расследования:

Мне было сказано, что если я откажусь от показания, что описание боя у Дубосеково полностью выдумал я и что ни с кем из тяжелораненых или оставшихся в живых панфиловцев перед публикацией статьи не разговаривал, то в скором времени окажусь на Печоре или Колыме. В такой обстановке мне пришлось сказать, что бой у Дубосеково — мой литературный вымысел.
О том, что факт боя с немецкими танками 28 панфиловцев у разъезда Дубосеково несправедливо поставлен под сомнение, отмечал также академик Ю. А. Поляков. В 2012 году и. о. зав. Научным архивом ИРИ РАН кандидат исторических наук К. С. Дроздов опубликовал документы из научного архива Института российской истории (ИРИ) РАН, включающие стенограммы бесед с панфиловцами, участниками боёв под Москвой, которые были записаны сотрудниками Комиссии по истории Великой Отечественной войны в 1942—1947 годах. На их основании он назвал выводы военной прокуратуры несостоятельными и поставил ряд вопросов:

1. Почему вдруг дело Добробабина привело следователей военной прокураторы в 1948 году к столь далеко идущим выводам о том, что подвига 28-ми, о которых к тому времени знала вся страна, вообще не было, что это сплошная легенда и выдумка?
2. Почему бывший командир 1075-го полка Капров в 1948 году показал, что никакого боя 28 панфиловцев у разъезда Дубосеково не было, хотя в январе 1942 года сам направлял документы на награждение погибших?
3. Почему не были допрошены в качестве свидетелей по этому делу оставшиеся в живых непосредственные участники боя у разъезда Дубосеково Васильев и Шемякин, которым были вручены государственные награды ещё в 1942 году? Вопрос в том — кому было это выгодно?

По предположению К. С. Дроздова, это дело носило «заказной» характер против Г. К. Жукова, который был одним из главных инициаторов награждения 28 панфиловцев. Таким образом, с помощью собранного в 1948 году компромата можно было дополнительно предъявить ему обвинение в том, что это он сам выдумал подвиг панфиловцев.
В частности, согласно исследованию писателя В. О. Осипова и свидетельствам бойцов панфиловской дивизии, утверждается, что авторство фразы «Велика Россия, а отступать некуда — позади Москва!» принадлежит именно политруку Клочкову, а не корреспонденту Кривицкому: сохранились личные письма Клочкова жене, в которых он выражал свои чувства особой ответственности за Москву, кроме того, примерно такие же призывы печатались в обращениях Панфилова и в номерах дивизионной газеты. Но сам текст писем или обращений с похожими фразами Осипов не приводит.
Кроме того, Г. А. Куманёв приводил свидетельство Г. К. Жукова о том, что когда А. А. Жданову в 1948 году доложили материалы работы «комиссии Афанасьева», Жданов пришёл к выводу, что «материалы расследования сшиты белыми нитками» и комиссия «явно перегнула палку», после чего приказал сдать дело в архив.

## Документальные свидетельства о бое
В своей публикации в ВИЖ А. Ф. Катусев приводит показания командира 1075-го полка И. В. Капрова, данные на следствии по делу панфиловцев:

В роте к 16 ноября 1941 года было 120—140 человек. Мой командный пункт находился за разъездом Дубосеково, 1,5 км от позиции 4-й роты (2-го батальона). Я не помню сейчас, были ли противотанковые ружья в 4-й роте, но повторяю, что во всём 2-м батальоне было только 4 противотанковых ружья… Всего на участке 2-го батальона было 10—12 танков противника. Сколько танков шло (непосредственно) на участок 4-й роты, я не знаю, вернее, не могу определить…
Примерно около 11 часов на участке батальона появились мелкие группы танков противника. Средствами полка и усилиями 2-го батальона эта танковая атака была отбита. В бою полк уничтожил 5—6 немецких танков, и немцы отошли. В 14—15 часов немцы открыли сильный артиллерийский огонь… и вновь пошли в атаку танками… На участках полка наступало свыше 50 танков, причём главный удар был направлен на позиции 2-го батальона, в том числе и участок 4-й роты, и один танк вышел даже в расположение командного пункта полка и зажёг сено и будку, так что я случайно смог выбраться из блиндажа: меня спасла насыпь железной дороги, около меня стали собираться люди, уцелевшие после атаки немецких танков. Больше всех пострадала 4-я рота: во главе с командиром роты Гундиловичем уцелели 20—25 человек. Остальные роты пострадали меньше.

Катусев А. Ф. подчёркивает, что согласно данному сообщению Капрова И. В. «немцы предприняли первые наступательные действия на участке 2-го батальона только в 11 часов». Тем не менее известные документы отмечают начало немецкого наступления на три часа раньше, то есть в 8 часов утра.
Из стенограммы беседы с И. Р. Васильевым от 22 декабря 1942 года:

 16-го числа часов в 6 утра немец стал бомбить наш правый и левый фланги, и нам доставалось порядочно. Самолётов 35 нас бомбило.
После воздушной бомбардировки колонна автоматчиков из д. Красиково вышла… Потом сержант Добробабин, помкомвзвода был, свистнул. Мы по автоматчикам огонь открыли… Это было часов в 7 утра… Автоматчиков мы отбили… Уничтожили человек под 80.
После этой атаки политрук Клочков подобрался к нашим окопам, стал разговаривать. Поздоровался с нами. «Как выдержали схватку?» — «Ничего, выдержали.» Говорит: «Движутся танки, придётся ещё схватку терпеть нам здесь… Танков много идёт, но нас больше. 20 штук танков, не попадёт на каждого брата по танку.»
Мы все обучались в истребительном батальоне. Ужаса сами себе не придавали такого, чтобы сразу в панику удариться. Мы в окопах сидели. «Ничего, — говорит политрук, — сумеем отбить атаку танков: отступать некуда, позади Москва.»
Приняли бой с этими танками. С правого фланга били из противотанкового ружья, а у нас не было… Начали выскакивать из окопов и под танки связки гранат подбрасывать… На экипажи бросали бутылки с горючим. Что там рвалось, не знаю, только здоровые взрывы были в танках… Мне пришлось два танка подорвать тяжёлых. Мы эту атаку отбили, 15 танков уничтожили. Танков 5 отступили в обратную сторону в деревню Жданово… В первом бою на моём левом фланге потерь не было.
Политрук Клочков заметил, что движется вторая партия танков, и говорит: «Товарищи, наверное, помирать нам здесь придётся во славу Родины. Пусть Родина узнает, как мы дерёмся, как мы защищаем Москву. Москва — сзади, отступать нам некуда.» … Когда приблизилась вторая партия танков, Клочков выскочил из окопа с гранатами. Бойцы за ним… В этой последней атаке я два танка подорвал — тяжёлый и лёгкий. Танки горели. Потом под третий танк я подобрался… с левой стороны. С правой стороны Мусабек Сингербаев — казах — подбежал к этому танку… Тут меня ранило… Получил три осколочных ранения и контузию.

Показания председателя Нелидовского сельского совета Смирновой на следствии по делу панфиловцев:

Бой панфиловской дивизии у нашего села Нелидово и разъезда Дубосеково был 16 ноября 1941 года.<…> В район нашего села и разъезда Дубосеково немцы зашли 16 ноября 1941 года и отбиты были частями Советской Армии 20 декабря 1941 года. <…> В первых числах февраля 1942 года на поле боя мы нашли только три трупа, которые и похоронили в братской могиле на окраине нашего села. А затем уже в марте 1942 года, когда стало таять, воинские части к братской могиле снесли ещё три трупа, в том числе и труп политрука Клочкова, которого опознали бойцы. Так что в братской могиле героев-панфиловцев, которая находится на окраине нашего села Нелидово, похоронено 6 бойцов Советской Армии. Больше трупов на территории Нелидовского с/совета не обнаруживали.

Из записки генерал-полковника С. М. Штеменко министру Вооружённых сил СССР Н. А. Булганину 28 августа 1948 года:

Каких-либо оперативных документов и документов по линии политических органов, конкретно упоминающих о действительно имевшем место героическом подвиге и гибели 28 панфиловцев в районе разъезда Дубосеково, не найдено совершенно… Только один документ подтверждает гибель политрука 4-й роты Клочкова (упоминающегося в числе 28-ми). Следовательно, можно с полной очевидностью считать, что первые сообщения о бое 28-ми панфиловцев 16 ноября 1941 года были сделаны газетой «Красная Звезда», в которой были опубликованы очерк Коротеева, передовая газеты и очерк Кривицкого «О 28 павших героях». Эти сообщения, видимо, и послужили основанием на представление 28 человек к званию Героев Советского Союза.

## Судьба некоторых панфиловцев
- Павел Михайлович Гундилович, командир 4-й роты, капитан. Выжил вместе с другими 20—25 своими сослуживцами (из 120—140 человек в составе роты на 16 ноября 1941). В конце декабря 1941 года, когда дивизия была отведена на формирование, в полк приехал корреспондент «Красной звезды» А. Ю. Кривицкий, которому капитан Гундилович по памяти назвал фамилии 28 убитых и пропавших без вести бойцов, которых он смог вспомнить. 22 января 1942 года в газете «Красная звезда» Кривицкий поместил очерк под заголовком «О 28 павших героях», который положил начало официальной версии о 28 героях-панфиловцах. В январе-феврале 1942 года принимал участие в советском контрнаступлении под Москвой, погиб в бою 10 апреля 1942 года. Посмертно представлен командованием полка к званию Героя Советского Союза, однако был награждён орденом Ленина.
- Иван Евстафьевич Добробабин, командир отделения, сержант. Был контужен во время боя, попал в плен, бежал, работал полицейским (одно время начальником полиции) в оккупированном родном селе Перекопе, затем вновь на фронте. В 1948 году был осуждён на 15 лет за сотрудничество с немецкими оккупантами, в отношении него указ о награждении был отменён 11 февраля 1949 года. В 1955 году срок был сокращён до 7 лет, и он вышел на свободу. В конце 1980-х годов добивался реабилитации, однако безуспешно — в 1989 году в этом ему было отказано. Некоторые материалы о службе Добробабина в полиции были опубликованы генерал-лейтенантом юстиции А. Ф. Катусевым[70]. Умер в 1996 году в Цимлянске. Встречаются утверждения, что он якобы служил в полиции по поручению партизан[71], чего, однако, никогда не утверждал и сам Добробабин[72]. Просьбу о реабилитации мотивировал тем, что во время службы не причинил никому вреда и даже помог ряду лиц, предупредив их о вывозе в Германию; первое было признано не соответствующим обстоятельствам дела, второе — смягчающим, но не оправдывающим обстоятельством. Реабилитирован постановлением Верховного суда Украины от 26 марта 1993 года, не имеющим силы в России[73]. Существует мнение, в частности доктора исторических наук Г. А. Куманёва, что Добробабина осудили несправедливо, работая полицейским он не занимался предательской деятельностью, и даже руководил бойцами несколько часов, оказав на итог боя большое влияние[74][75]. Свою точку зрения он подтверждает тем, что приводит воспоминания жителей села о нём, которые дают ему положительную характеристику.

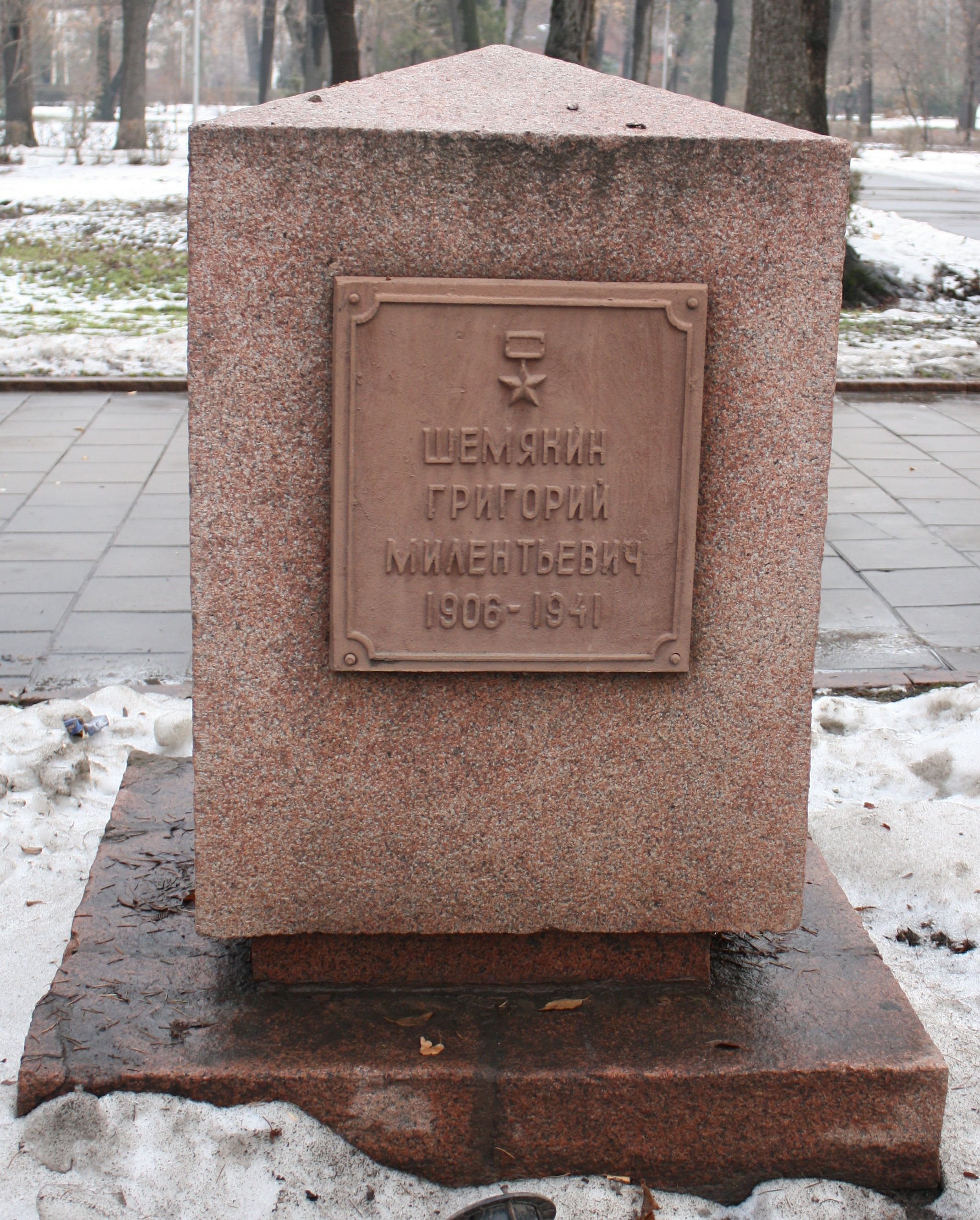
Алма-Ата, парк имени 28 гвардейцев-панфиловцев. Памятный камень, посвящённый Григорию Шемякину, родившемуся в 1906 (по старому стилю) или в 1907 (по новому стилю) году и фактически умершему в 1973 году, но на камне выгравирован год смерти как 1941, так как, по официальной версии, все 28 панфиловцев погибли.

- Даниил Александрович Кожубергенов (Кужебергенов), связной политрука Клочкова, красноармеец. Первый панфиловец, объявившийся живым. Заявил, что не участвовал в бою, однако впоследствии рассказал, что данное показание от него получили под пытками[74][75], а следователь Соловейчик признался, что Кожубергенов является настоящим героем, и что он угрожал ему, что пристрелит его из пистолета, если он не подпишет, что не был в бою[76]. Попал в плен. Вечером 16 ноября бежал из плена в лес. Некоторое время находился на оккупированной территории, после чего был обнаружен конниками генерал-майора Л. М. Доватора, находившимися в рейде по немецким тылам. После выхода соединения Доватора из рейда был допрошен особым отделом, который получил показание о том, что он не участвовал в бою, и был отправлен назад в дивизию Доватора. К этому времени уже было составлено представление на присвоение ему звания Героя, но после расследования его имя было заменено на Аскара Кожабергенова. Умер в 1976 году.
- Аскар (Алиаскар) Кожубергенов (Кужебергенов), красноармеец. Не является родственником Даниила Александровича Кожубергенова. Прибыл в дивизию Панфилова в январе 1942 года (таким образом, не мог участвовать в бою у Дубосекова). В том же месяце погиб во время рейда панфиловской дивизии по немецким тылам. Включён в представление на присвоение звания Героя вместо Кожабергенова Даниила Александровича, после того как выяснилось, что последний остался жив. Указом Президиума Верховного Совета СССР от 21 июля 1942 вместе с другими панфиловцами удостоен звания Героя Советского Союза (посмертно). Фактически его награждение являлось ошибочным, оказавшись следствием паники из-за того, что не все 28 героев-панфиловцев погибли, что в первое время захотели скрыть, а к числу 28 панфиловцев он не относится[77].
- Илларион Романович Васильев, старший сержант. В бою 16 ноября был тяжело ранен и попал в госпиталь (по разным версиям, был либо эвакуирован с поля боя, либо после боя подобран местными жителями и отправлен в госпиталь, либо полз трое суток и был подобран конниками Доватора). После выздоровления был направлен в действующую армию, в тыловое подразделение. В 1943 году был демобилизован из армии по состоянию здоровья. После публикации Указа о присвоении ему звания Героя (посмертно) заявил о своём участии в бою. После соответствующей проверки 7 ноября 1942 г. в торжественной обстановке получил звезду Героя. Умер в 1969 году в Кемерове.
- Иван Моисеевич Натаров, красноармеец. Согласно статьям Кривицкого, он участвовал в бою у Дубосекова, был тяжело ранен, доставлен в госпиталь и, умирая, рассказал Кривицкому о подвиге панфиловцев. Согласно политдонесению военкома 1075-го стрелкового полка Мухамедьярова, хранящемуся в фондах ЦАМО, погиб за два дня до боя — 14 ноября[53]. Указом Президиума Верховного Совета Союза ССР от 21 июля 1942 вместе с другими панфиловцами удостоен звания Героя Советского Союза посмертно.
- Дмитрий Фомич Тимофеев, красноармеец. В ходе боя был ранен и попал в плен. В плену ему удалось выжить, после окончания войны вернулся на родину. Претендовал на получение звезды Героя, после соответствующей проверки получил её без большой огласки незадолго до смерти в 1950 году.
- Григорий Мелентьевич Шемякин, старшина. В ходе боя был ранен и оказался в госпитале (есть информация, что его подобрали бойцы дивизии Доватора). После публикации Указа о присвоении ему звания Героя (посмертно) заявил о своём участии в бою. После соответствующей проверки, 7 ноября 1942 в торжественной обстановке получил звезду Героя. Умер в 1973 году в Алма-Ате.
- Иван Демидович Шадрин, красноармеец. Согласно донесению в Отдел по персональному учёту потерь сержантов и солдат Советской Армии МО СССР из Кировского РВК Алма-Атинской области Казахской ССР (исх. № 581 от 4 мая 1960), «… и 16 ноября 1941 года попал в плен, где находился до 1945 года и считался погибшим. В 1945 году был освобождён американскими войсками. В 1947 году в городе Москве были вручены документы Героя Советского Союза». Умер в 1985 году.

## Идеологическое значение боя в годы войны
По оценке научного сотрудника ИРИ РАН кандидата исторических наук К. С. Дроздова, бой у разъезда Дубосеково сыграл «исключительную мобилизующую роль, став примером стойкости, мужества и самопожертвования». Советская пропаганда ставила его в качестве примера для бойцов Красной армии. В частности, в 1942 году, в период тяжёлых оборонительных боёв под Воронежем и Сталинградом, комиссар П. В. Логвиненко в своей статье «Традиции 28 героев (из дневника политработника)» отмечал: «… И мысли обращаются туда, к южным рубежам страны, где бойцы Красной армии сражаются с танковыми дивизиями фашистов, где решается сейчас судьба родины. И хочется крикнуть бойцам Юга: „Деритесь, как двадцать восемь! Сокрушайте танки, как их крушили под Москвой панфиловцы. Стойте насмерть, и враг побежит, как побежал от Москвы…“ Пусть традиции 28 панфиловцев будут знаменем победы сегодня.»
По мнению маршала Советского Союза Д. Т. Язова, «подвиг 28 героев-панфиловцев в годы войны сыграл исключительную мобилизующую роль. Он стал примером стойкости для защитников Сталинграда и Ленинграда, с их именем наши бойцы отражали яростные атаки врага на Курской дуге…».
В дальнейшем, фраза «Велика Россия, а отступать некуда — позади Москва!», приписываемая политруку Клочкову, была включена в советские школьные и вузовские учебники по истории. В России и других бывших республиках СССР установлены стелы и другие объекты с именами именно этих 28 человек. Упоминаются они и в официальном гимне Москвы.

## Память

Мемориал «Героям-панфиловцам» у разъезда Дубосеково

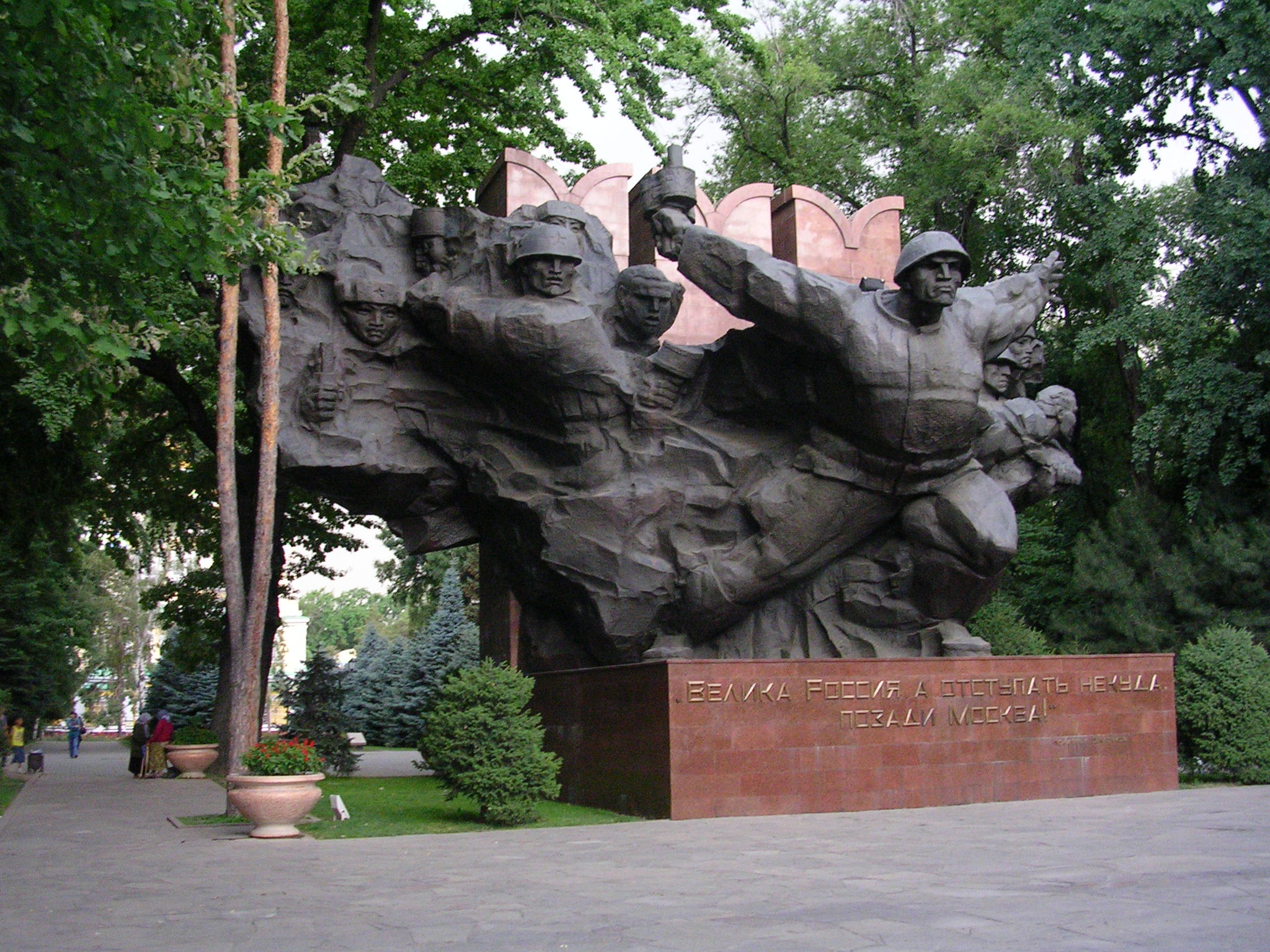
Памятник двадцати восьми панфиловцам в Алма-Ате

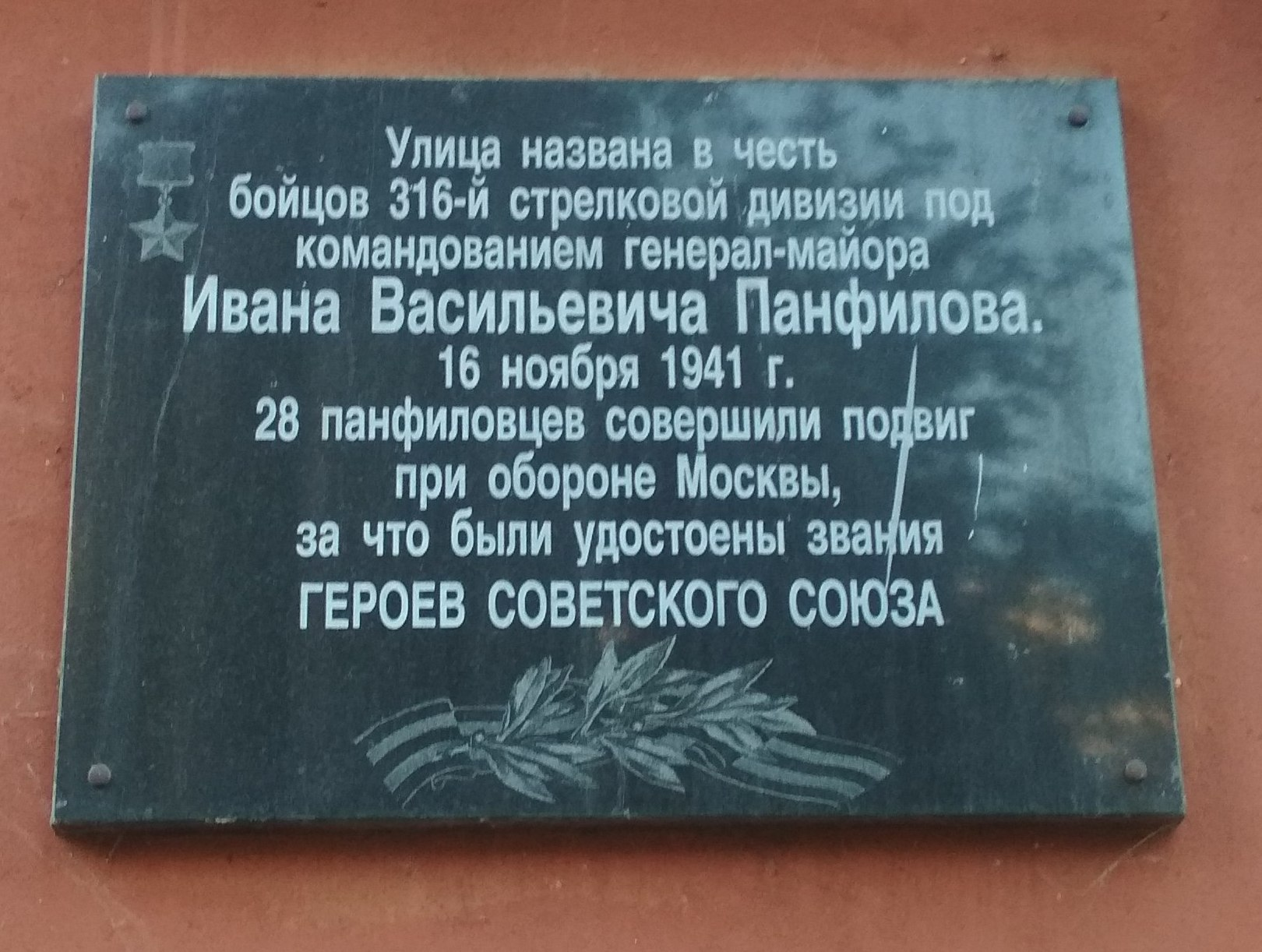
Мемориальная доска на улице Панфиловцев в Нижнем Новгороде

17 ноября 1941 года 316-я дивизия за боевые заслуги была награждена Орденом Красного Знамени, 18 ноября получила наименование 8-й гвардейской дивизии, а 23 ноября ей присвоено имя И. В. Панфилова (погибшего 18 ноября). 21 июля 1942 года указом Президиума Верховного Совета СССР 28 предполагаемым официальной советской версией участникам этого боя было присвоено звание Героя Советского Союза (посмертно).
В честь 28 панфиловцев:
- В 1966 году в Москве названа улица в районе Северное Тушино (улица Героев Панфиловцев), где установлен монумент.
- В 1975 году у разъезда Дубосеково был сооружён мемориал «Героям-панфиловцам».
- В деревне Нелидово (Московская область) (1,5 км от разъезда Дубосеково) установлен памятник и открыт Музей Героев-панфиловцев.
- В городе Алма-Ате, родном для панфиловцев, один из 2 больших центральных парков — парк имени 28 гвардейцев-панфиловцев, в котором расположен монумент в их честь, и одна из центральных улиц — улица Панфилова.
- В их честь назван пик в Заилийском Алатау, ущелье Туюк-Су.
- В честь 28 панфиловцев назван перевал в Джунгарском Алатау[80].
- Названы улицы во многих городах бывшего СССР: в Новосибирске, Бердске, Свердловске, Дзержинске, Нижнем Новгороде, Барнауле, Воронеже, Омске, Ульяновске, Саратове, Хабаровске, Чернигове, Харькове, проспекты в Зеленограде (Зеленоградский АО Москвы), Донецке;
- В Черноморском морском пароходстве были сухогрузы, названные в честь Панфиловцев.
- В 1942 году село Воронцовка, Кербулакского района Алматинской области в республике Казахстан, было переименовано в честь И. М. Натарова — панфиловца, Героя Советского Союза, до войны проживавшего в селе.
- 7 мая 1942 года Кугалинский район был переименован в Гвардейский район (также носил название Район имени 28 гвардейцев), 1942—1997 годы.
- В честь генерала Панфилова в столице Киргизии городе Бишкеке, родном для панфиловцев, назван центральный городской парк и установлен памятник, а также именем Панфилова названа прилегающая улица.
- Именем Григория Конкина были названы село в Джети-Огузском районе Иссык-Кульской области, школа в этом селе, улицы в городе Каракол и селе Покровка.

В память об 11 сапёрах 1077-го стрелкового полка 316-й стрелковой дивизии:
- 31 октября 1981 года к 40-й годовщине битвы за Москву на 114-й км Волоколамского шоссе открыт мемориал «Взрыв»;
- 15 апреля 2013 года названа аллея в Западном административном округе города Москвы на территории района Кунцево[81].
- Улица в городе Нахабино Красногорского района Московской области

## В искусстве

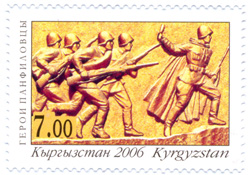
Почтовая марка Киргизии. 2006

- Упоминание о 28 «самых храбрых сынах» Москвы вошло в песню «Дорогая моя столица», ныне являющуюся гимном Москвы.
- Пьеса «Воскресший батальон» А. А. Бека посвящена подвигу панфиловцев.
- Повесть военных лет «Снега, поднимитесь метелью!» Л. М. Жарикова о героях-панфиловцах[82].
- О защите Москвы в 1941 году дивизией, которой командовал генерал Панфилов, в 1967 году снят фильм «За нами Москва» (Казахфильм), сценарий которого основан на повести А. А. Бека «Волоколамское шоссе».
- «Песня о 28 панфиловцах» написана в 1981 году зеленоградским композитором Геннадием Шариным на стихи Анатолия Софронова.[83]
- В 1984 году вышел двухсерийный советский фильм-спектакль «Волоколамское шоссе» Всеволода Шиловского и Светланы Кокотуновой по пьесе В. С. Шацкова, созданной по мотивам одноимённой повести А. А. Бека.
- В 1985 году вышла киноэпопея «Битва за Москву», в которой также показан подвиг 28 панфиловцев.
- В 2013 году вышел 4-серийный казахстанский фильм «Бауыржан Момышулы» режиссёра Ахана Сатаева, созданный по мотивам повести А. А. Бека «Волоколамское шоссе».
- 8 мая 2016 года вышел российский художественный телефильм «Последний рубеж», созданный на основе подвига панфиловской дивизии.
- 24 ноября 2016 года вышел российский художественный фильм «Двадцать восемь панфиловцев» студии Libyan Palette Studios. Проект был начат на деньги, собранные на краудфандинговой платформе Boomstarter.
- В компьютерной игре «Блицкриг 3» есть дополнительная миссия «Волоколамское шоссе», которая основана на подвиге советских солдат и офицеров из 316-й стрелковой дивизии генерал-майора Панфилова. В ней игроку предстоит, используя тактические преимущества окопов, посредством пехоты остановить натиск немецкой танковой армии.[84]
- Песня Ольги Сиу "Ничто не забыто"
- В компьютерной видеоигре "Call to arms — Gates of Hell" есть миссия одиночной советской кампании "Абсолютный ноль", включающая в себя видеоролик и исторически-приближенная геймплейная реставрация, с учётом игровых условностей, битвы под Волоколамском 316-й стрелковой дивизии генерала-майора Панфилова.

### Статьи о Панфиловцах

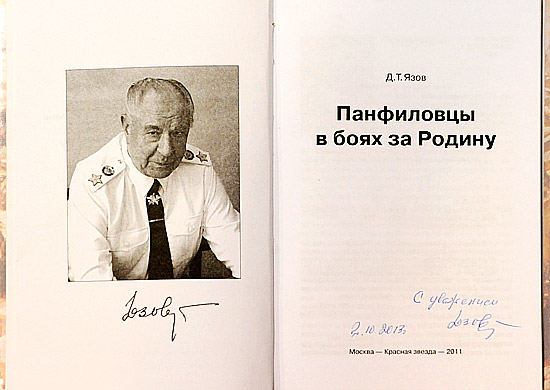
Книга Д. Т. Язова «Панфиловцы в боях за Родину» с автографом автора

- Катусев А. Ф. Чужая слава // Военно-исторический журнал. — 1990. — № 8—9.
- Кардин В. Легенды и факты. Годы спустя. Архивировано из оригинала 7 марта 2012 года. // «Вопросы литературы». — 2006. — № 6.
- Коваль С. Легенды и быль. Архивировано из оригинала 1 февраля 2009 года. // Известия, 21.01.2005.
- Меленберг А. А. 86 бывших героев. Из них двое — панфиловцы // Новая газета. — 17.04.2009. — № 40. —
- Петров Н., Эдельман О. Новое о советских героях. // «Новый Мир». —1997. — № 6.
- Прохоров Ю. Три списка 28 гвардейцев-панфиловцев. Архивировано из оригинала 2 октября 2008 года. // Простор, Алма-Ата, 2002, № 3.
- Язов Д. Т. Панфиловцы в боях за Родину. М.: Красная звезда, 2011. — 224 с. — ISBN 978-5-94691-447-5
- Дроздов К. С. Героев было не только двадцать восемь. Журнал «Родина» № 5 (май 2012). Дата обращения: 3 января 2014. Архивировано из оригинала 3 января 2014 года.
- Дроздов К. С. Героев было не только двадцать восемь. Журнал «Родина» № 7 (июль 2012). — Окончание. Начало в № 5. Дата обращения: 21 февраля 2014. Архивировано из оригинала 20 февраля 2014 года.
- Евгений Кириченко «28 панфиловцев — это честь родины». Архивировано из оригинала 24 ноября 2016 года.

#### Цикл статей на интернет-портале «Российской газеты»
- Дроздов К. С. «Ноябрь 1941 года. Отступать некуда — позади Москва». // Родина. — 2016. — № 915 (9).
- «Политрук Клочков. Подвиг без ретуши». // Родина. — 2016. — № 216 (2).
- Дроздов К. С. «Новые сведения о подвиге героев-панфиловцев нашлись в архивах» // Российская газета, 04.12.2015
- Мединский В. Р. 28! // Российская газета — Неделя. — 05.10.2016. — № 7094 (226)
- Мединский В. Р. «Будут жить 28» // Российская газета — Федеральный выпуск. — 02.12.2018. — № 7734 (271).
- Фролов А. Мединский представил рассекреченные документы о подвиге панфиловцев // Российская газета, 03.12.2018

### Документы
- Комиссия по истории Великой Отечественной войны АН СССР «Воины 8-й гвардейской стрелковой дивизии И. В. Панфилова в боях осени 1941 г. под Москвой»
- Справка-доклад «О 28 панфиловцах» Государственный архив РФ. Ф.Р — 8131 сч. Оп. 37. Д. 4041. Лл. 310—320 (Архивировано из первоисточника 8 июля 2015)

### Документальное кино
- «В списках погибших не значился». Расследование программы «Искатели». — Первый канал, 2006
- Георгий Куманев, доктор исторических наук, профессор, рассказывает о подвиге панфиловцев (начиная с 15.00)  на Vimeo
- Искатели / Битва Панфиловцев. Телеканал «Культура» (2012). Дата обращения: 13 марта 2014.
- Панфиловцы. Правда о подвиге. ОАО «ТРК «Звезда» (2015).
- Панфиловцы. Легенда и быль. «ТК «ВоенТВ» (2016).